# Luftangriffe auf Dresden

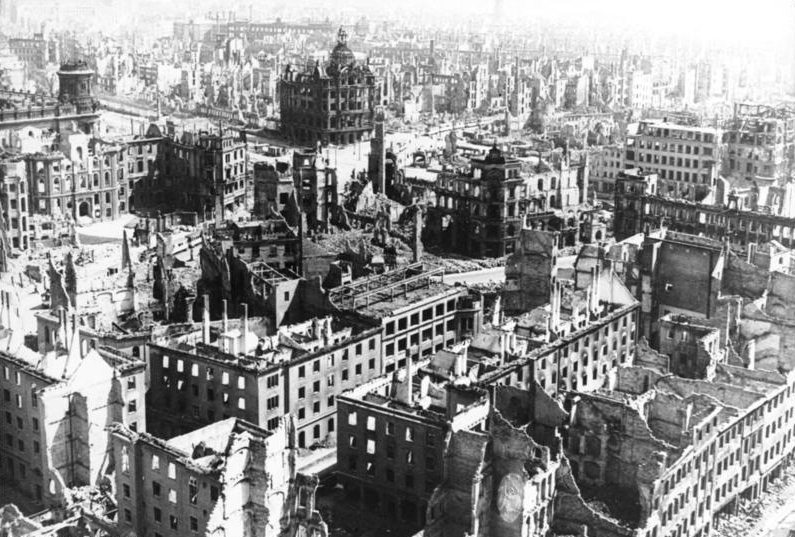
Blick vom Turm der Kreuzkirche auf die durch die Luftangriffe zerstörte Innenstadt Dresdens in Richtung des Pirnaischen Platzes (1945)

Die Luftangriffe auf Dresden und den Großraum der Stadt im Zweiten Weltkrieg fanden erstmals im Herbst 1944 statt, gefolgt von vier Angriffswellen der Royal Air Force (RAF) und United States Army Air Forces (USAAF) vom 13. bis 15. Februar 1945. Diese forderten zwischen 22.700 und 25.000 Todesopfer, zerstörten große Teile der Innenstadt und der industriellen und militärischen Infrastruktur Dresdens. Sechsstellige Opferzahlen, die die nationalsozialistische Propaganda in Umlauf brachte, wurden durch eine umfassende historisch-empirische Untersuchung widerlegt.
Die Angriffe vom Februar 1945 verstärkten die Kritik an der Luftkriegsführung der Westalliierten seit 1942 erheblich, besonders an der britischen Area Bombing Directive. Historiker diskutieren bis heute, ob diese Flächenbombardements als militärisch notwendig und zweckmäßig oder als Kriegsverbrechen zu werten sind.
Rechtsextremisten benutzen das jährliche friedliche Gedenken an den 13. Februar 1945 in Dresden seit den 1990er Jahren regelmäßig für geschichtsrevisionistische Zwecke.

## Hintergründe und Ziele

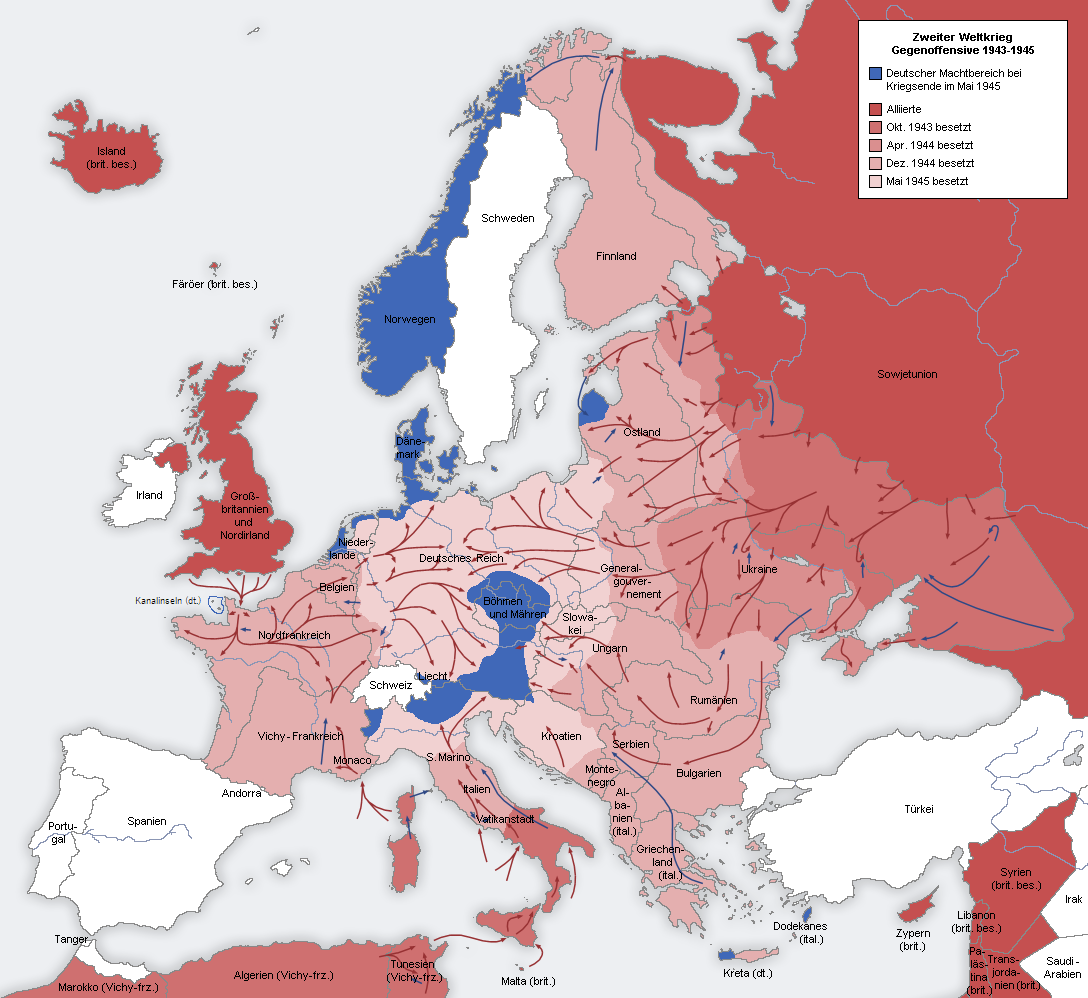
Kriegsverlauf 1943 bis 1945

Im Herbst und Winter 1944 rückten die Alliierten langsamer als geplant vor. Die deutsche Wehrmacht verhinderte trotz verstreuter eigener Truppen die alliierte Operation Market Garden, den Rhein zu überschreiten. Zum Jahresende folgte die deutsche Ardennenoffensive an der Westfront. Auch der Vormarsch der Roten Armee stockte seit deren Operation Bagration (Sommer 1944) bis zur Weichsel-Oder-Operation (ab Januar 1945). Auch danach hielten die Deutschen weitere zu „Festungen“ ausgebaute Städte östlich der Oder, unter anderen Breslau und Königsberg.
Damals bereiteten die Alliierten den Einmarsch ihrer Bodentruppen in die „Festung Deutschland“ zur Entscheidungsschlacht gegen das NS-Regime vor. Die Westalliierten begannen ab Februar 1945 mit verstärkten Luftangriffen zur Eroberung des Ruhrgebiets und nutzten ihre seit März 1944 bestehende Luftüberlegenheit, um zahlreiche deutsche Militär-, Verkehrs-, Verwaltungs- und Regierungseinrichtungen, Produktionsstätten sowie große und kleine deutsche Städte zu bombardieren. Die Rote Armee drang bis Ende Januar 1945 auf der geografischen Breite von Berlin zur Oder vor und stand kurz davor, Schlesien zu erobern. Sie sollte erst bis März auf die für die Schlacht um Berlin notwendige Stärke anwachsen. Von Schlesien flohen Millionen Deutsche vor allem nach Mitteldeutschland. Versprengte Wehrmachteinheiten versuchten, Wiederaufstellungsräume hinter der noch ungefestigten sowjetischen Frontlinie zu erreichen.
Seit Sommer 1944 plante das britische RAF Bomber Command einen besonders schweren Vernichtungsschlag (Operation Thunderclap), um den Durchhaltewillen der Deutschen endgültig zu brechen. Doch im Januar 1945 errechnete der britische Geheimdienst, dass die Wehrmacht nochmals bis zu 42 Divisionen an die Ostfront verlegen könnte. Nun wurden die Angriffspläne für die RAF und USAAF modifiziert. Dresden war bereits am 2. Februar 1945 als Ausweichziel für einen schweren Bombenangriff auf Berlin bei dortigem Schlechtwetter vorgesehen. Auf der Konferenz von Jalta vom 4. bis 11. Februar 1945 drängte der sowjetische Generaloberst Alexei Innokentjewitsch Antonow die westlichen Alliierten dazu, wichtige ostdeutsche Verkehrsknotenpunkte zu bombardieren, um weitere deutsche Truppentransporte an die Ostfront zu verhindern und so die Rote Armee von Gegenangriffen zu entlasten und ihr Vorrücken zu erleichtern. Am 7. Februar 1945 legten die alliierten Luftwaffenstäbe einvernehmlich eine östliche Ziellinie für diese Bombardierungen fest. Am 8. Februar sandte US-General Carl A. Spaatz eine neue Zielliste kommender Bombenangriffe der USAAF nach Moskau, auf der die Verkehrszentren Berlin, Leipzig, Dresden und Chemnitz in die zweithöchste Dringlichkeitsstufe nach 21 mitteldeutschen Hydrierwerken eingestuft wurden. Am 12. Februar kündigte Spaatz den USAAF-Angriff auf den Verschiebebahnhof Dresden für den Folgetag, bei Schlechtwetter für den 14. Februar, an. Der nächtliche RAF-Angriff am 13. Februar wurde den Sowjets nicht eigens angekündigt.

## Dresden im Krieg
Dresden hatte vor Kriegsbeginn laut Volkszählung vom 17. Mai 1939 629.713 Einwohner und war damit die siebentgrößte deutsche Stadt. Das Stadtgebiet blieb bis zum August 1944 von Luftangriffen verschont, weil es bis dahin außerhalb der Reichweite alliierter Bomber lag. Im Herbst 1944 war Dresden neben Breslau der letzte größere unbeschädigte Verkehrsknotenpunkt, Wirtschafts- und Verwaltungsstandort des Deutschen Reiches.

### Verkehr
Der Eisenbahnknoten Dresden war drittgrößter Bahnumschlagplatz des Deutschen Reichs. Hier kreuzten sich Bahnstrecken nach Berlin, Prag, Breslau, Warschau, Leipzig und Nürnberg. Da Bahnanlagen anderer Städte bereits schwer beschädigt waren, wurde der Bahnverkehr des Raums Leipzig–Berlin–Dresden ab 1944 großenteils über den Güter- und Rangierbahnhof Dresden-Friedrichstadt, den Hauptbahnhof und den Bahnhof Dresden-Neustadt abgewickelt. Zudem versorgten die Anlagen die Industriebetriebe Freitals und Bergbaubetriebe im Erzgebirge sowie die Industriegebiete von Heidenau, Pirna, Radebeul, Coswig, Bautzen und Görlitz. Die großen Industriebetriebe Dresdens waren über den Kohlebahnhof mit dem Alberthafen und dem Güterbahnhof in der Leipziger Vorstadt (Neustadt) verbunden. Dresden war Sitz der Reichsbahndirektion Dresden, die den Eisenbahnbetrieb im größten Teil Sachsens und im nordwestlichen Sudetenland organisierte. Weiterhin betrieb die Deutsche Reichsbahn in Dresden ein Ausbesserungswerk und ein Bahnbetriebswerk. Auf verkehrsarmen Strecken im Umland und in Tunneln wurden Lokomotiven und Waggons aus gefährdeteren Regionen Deutschlands abgestellt.
Transporte von Truppen und Material an die Front und von Gefangenen in die Vernichtungslager wurden über Dresden abgewickelt. Aus dem Osten strömten Millionen Flüchtlinge vor allem nach Mitteldeutschland. Als Ende 1944 immer mehr Menschen aus dem Osten flohen, war Dresden, für das ein Zuzugsverbot galt, für sie Durchgangsstation.

### Industrie
Dresdens dicht bebaute Innenstadt bestand hauptsächlich aus Bauten der Renaissance, des Barock und Mischgebieten der Gründerzeit auf mittelalterlichem Grundriss. Damals wurden Industriebetriebe in Hinterhöfen der Wohnbebauung oder als größere Komplexe direkt neben Siedlungen errichtet.
Nach den Angaben der Dresdner Industrie- und Handelskammer von 1941 war die Stadt „einer der ersten Industriestandorte des Reiches“. Bis 1944 war die Mehrzahl der Betriebe fast vollständig auf Rüstung umgestellt. Nach Angaben der USAAF waren im Februar 1945 „mindestens 110“ Fabriken und Unternehmen in Dresden ansässig, die „legitime militärische Ziele“ darstellten. 50.000 Arbeiter habe allein die Rüstungsindustrie beschäftigt. Das Hauptstaatsarchiv Dresden zeigt die wirtschaftliche Bedeutung und Produktivität des intakten Großraums: Es nennt 44 Betriebe des Geld-, Bank- und Versicherungswesens, 29 Maschinenbauwerke, 13 auf Elektrotechnik und Gerätebau spezialisierte Industriebetriebe, 12 Betriebe der Lebens- und Genussmittelindustrie, vorwiegend der Zigarettenindustrie, 6 feinmechanische und optische Industriebetriebe sowie weitere Werke, die bis dahin weitgehend auf die Kriegswirtschaft umgestellt und unzerstört waren. Als militärisch bedeutsam werden außerdem besonders nach lokalen Quellen folgende Betriebe genannt:
- Chemische Industrie in Niedersedlitz
- Optische Werke, vor allem Zeiss Ikon im Stadtzentrum und in Reick
- Stahlbau Kelle & Hildebrandt in Großluga[7]
- Fabrik für Transformatoren und Röntgengeräte Koch & Sterzel in Mickten[8]
- Schaltanlagen- und Apparatebau Gebrüder Bäßler
- Funktechnik von Radio-Mende[9]

Das Sachsenwerk, Avus und MIAG produzierten Maschinenteile in Niedersedlitz; das Panzerwerk MIAG-Mühlenbau (ehemals Mühlenbauanstalt und Maschinenfabrik Gebr. Seck) befand sich im damaligen Zschachwitzer Ortsteil Sporbitz. Betriebe in Dresden-Löbtau und im südlichen Umland (Erzgebirge) stellten Handgranaten her. Die Rüstungsfabrik Universelle-Werke J. C. Müller & Co. produzierte in der Südvorstadt (Zwickauer Straße, Florastraße) mit Kriegsgefangenen, die auf dem Gelände des MIAG-Mühlenbaus in Leuben und in mehreren weiteren Lagern interniert waren. Die Industrie Dresdens war mit Zwangsarbeitern aus über die gesamte Stadt verteilten Lagern versorgt. Bisher weiß man von zehn Außenstellen der Konzentrationslager Flossenbürg, Auschwitz-Birkenau und anderer in der Stadt.
Seit Ende 1944 wurden nochmals weitere 5000 KZ-Häftlinge nach Dresden transportiert, darunter etwa 2000 Juden. Sie wurden bis zu den Angriffen zusammen mit Dresdner Juden in überfüllten „Judenhäusern“ untergebracht und etwa in den Rüstungsbetrieben Goehle-Werke, bei der Osram GmbH, Bernsdorf und Co. und beim Reichsbahnausbesserungswerk zur Arbeit gezwungen (siehe Vernichtung durch Arbeit).

### Militär
Dresden war im Februar 1945 die letzte intakte Garnisonsstadt im Rücken der Ostfront. Ende des 19. Jahrhunderts wurde die Albertstadt als Militärbezirk am nördlichen Stadtrand errichtet. Sie umfasste weitläufige Kasernenkomplexe und Versorgungseinrichtungen mit Gleisanschluss und eigenem Bahnhof, Speichern, Verladerampen, Heeresbäckerei, Metallverarbeitungs- und Handwerksbetrieben wie Sattlerei und Schneiderei. Zudem war sie mit Exerzierplätzen, Kanonenschussbahnen, einer Kirche und der Offizierschule des Heeres versorgt. Auch in Mickten sowie in Johannstadt wurden Kasernen errichtet bzw. ausgebaut.
In Dresden waren ab 1921 Einheiten der Reichswehr stationiert. Nach der Machtergreifung der Nationalsozialisten wurde auch die Stadt bis 1939 nochmals militärisch ausgebaut und erhielt das Wehrbereichskommando. 1935 wurde der Fliegerhorst 38/III Dresden-Klotzsche gebaut, zwischen den damals noch nicht nach Dresden eingemeindeten Gemarkungen Klotzsche und Weixdorf (heute: Flughafen Dresden). Als erste im Deutschen Reich nahm 1936 die Luftkriegsschule Klotzsche (LKS 1) an der Hermann-Göring-Straße (heute Zur Wetterwarte) ihren Betrieb in 60 Gebäuden auf. Ab 1940 wurde der Flugplatz ausschließlich militärisch genutzt. Das Luftgaukommando IV wurde in Dresden-Strehlen am Rand der Innenstadt errichtet. Bei Nickern im Süden der Stadt entstand 1939/40 ein weiterer ausgedehnter Kasernenkomplex der Luftwaffe.
Zudem standen 1939 etwa 20.000 Mann des IV. Wehrkreises in Dresden. Im Kriegsverlauf wurden die meisten regulären Truppenteile an die Front verlegt. So wurde im Dezember 1944 und Januar 1945 auch die leichte und schwere Flak aus Dresden in das Ruhrgebiet und nach Schlesien abgezogen. Zum Schutz der beiden Hydrierwerke Maltheuern (Sudetenländische Treibstoffwerke) und Ruhland verblieben jedoch insgesamt 252 Flakgeschütze. Alliierte Piloten berichteten von Flakbeschuss beim Anflug auf Dresden. Die Kasernen wurden meist mit auszubildenden Ersatztruppen wieder aufgefüllt. Die Garnisonsstadt wurde zu einer Lazarett- und Versorgungsstadt. Auch die bekannten Ballhäuser, Gaststätten und Elbdampfer wurden zu Lazaretten und Lagern umfunktioniert.

### Verteidigungs- und Festungsbereich
Im November 1944 wurden daher auch in Dresden zehn Bataillone des Volkssturms für den erwarteten Kampf gegen die Rote Armee rekrutiert und vereidigt, darunter Einheiten zum Schanzenbau, Panzerjagdkommandos, Nachrichteneinheiten, Transportbataillone aus sämtlichen Dresdner LKWs samt Fahrern. Einige davon wurden im Januar an die Ostfront abkommandiert. Der Großteil von etwa 20.000 Mann, darunter auch Hitlerjugend, blieb jedoch in Dresden kaserniert. Diese hastig zusammengewürfelten Einheiten wurden auch in Schulen wie Heereseinheiten ausgebildet, konnten aber aufgrund der vorrangigen Versorgung von Wehrmacht, SS und Polizei nicht mehr ausreichend bewaffnet und ausgerüstet werden und wurden daher zum Stellungsbau eingesetzt.
Die militärische Führung und verantwortliche Gauleitungen wollten die Elbe von Hamburg bis Prag zur letzten deutschen Verteidigungslinie gegen den Vormarsch der Roten Armee machen. Die flussnahen Städte sollten zu Festungen ausgebaut und vom Volkssturm verteidigt werden. Den vorerst geheimen Befehl zur Errichtung des Verteidigungsbereichs Dresden-Riesa gab Generaloberst Heinz Guderian bereits am 1. Dezember 1944. Rund um die Stadt sollten Panzersperren, Panzergräben, Schützengräben, Artilleriestellungen und Minenfelder angelegt werden. Die Behörden in der Stadt wurden dazu dem Befehl des Korpsstabes unterstellt.
Martin Mutschmann, Gauleiter und Reichsstatthalter von Sachsen, freute sich Weihnachten 1944, sein „Volk wieder im Angriff zu sehen“. Ab Januar 1945 begann der Ausbau Dresdens zum Festungsbereich. Von internen Zweifeln am militärischen Sinn dieser Maßnahmen erfuhr die Bevölkerung nichts. Der Zeitzeuge Victor Klemperer notierte damals, die „immer neue Erfindungskraft“ des NS-Regimes zum Fortsetzen des Krieges mache ihm dessen „Niederlage nicht mehr so gewiss“.
Nach den ersten Luftangriffen häuften sich seit Januar 1945 die Ersatzanfragen von den Fronten. Mehrere wurden abgelehnt, unter anderem die Anfrage des Kommandeurs der vor der Stadt kämpfenden 4. Panzerarmee, Fritz-Hubert Gräser. Daher behielt die Garnison Dresden bis zum Mai eine beachtliche Truppenstärke, die vor allem aus Truppen der Division 404, der Waffen-SS, der Luftwaffe, der schlecht ausgerüsteten Flakersatzabteilung und der Kriegsmarine (in Tharandt und Ottendorf-Okrilla) bestand. Die militärischen Polizeitruppen rückten jedoch im März zur Ostfront.

### Luftschutz
Seit 1935 war der Luftschutz im ganzen Deutschen Reich vorbereitet worden. Die Gauhauptstadt Dresden galt als „überaus gefährdet“. 1940 wurde auch in Dresden der Propagandafilm Feuertaufe gezeigt, der aber nach SS-Berichten angesichts der durch deutsche Luftangriffe zerstörten Stadt Warschau bei den Zuschauern „keine heroisch stolze, sondern eine bedrückende, verängstigte Stimmung über die ‚Schrecken des Krieges‘“ auslöste. Seit Oktober 1940 wurden Luftschutzräume im ganzen Deutschen Reich für „Arier“ reserviert; Juden mussten davon getrennte und weniger geschützte Räume aufsuchen. Spätestens seit 1943/44 war die Bedrohung Dresdens abzusehen, als nur 100 km entfernt mehrere Luftangriffe auf Leipzig erfolgten. Damalige Briefe und Tagebucheinträge zeigen, dass die Dresdner nun täglich Bombenangriffe erwarteten und sich mit der Angst im Alltag einrichteten.
Ab Ende 1943 ließ das neu gegründete Dresdner Bauamt für Luftschutz in den Kellern von Reihenhäusern Mauerdurchbrüche zu Nachbarhäusern und Straßentunnel mit Aufgängen als Fluchtwege einrichten, Dachbalken imprägnieren, Löschwasserzisternen anlegen und Auffangräume bereitstellen und kennzeichnen. Luftschutzbunker wurden in Dresden jedoch kaum gebaut, da die Behörden unter Gauleiter Martin Mutschmann der Kriegswirtschaft Vorrang vor dem Schutz der Bevölkerung gaben. Jedoch ließ sich Mutschmann einen besonders aufwändigen Bunker unter seine Villa bauen. Ihm Untergebene berichteten das an Heinrich Himmler und es floss in kritische Berichte des SD ein. Zuzug wurde verboten, Durchreisende und Flüchtlinge durften höchstens eine Nacht in der Stadt bleiben. Beides wurde streng durchgesetzt. Ab 1944 wurden Kinder aus Dresden mit der Kinderlandverschickung in Sicherheit gebracht. Die Innenstadtbewohner wurden aufgerufen, in Quartieren am Stadtrand zu übernachten.
Auch Industrie und Verwaltung bereiteten sich auf Luftangriffe vor, deren Zerstörungsausmaß durch die Erfahrungen in anderen Städten abschätzbar war. Am 13. Oktober 1944 ließ Mutschmann anlässlich der Trauerfeier für die Toten nach dem Angriff vom 7. Oktober in einer Dresdner Zeitung verlauten:

„Niemand sollte in der Illusion leben, gerade sein Ort, seine Stadt, würden nicht angegriffen. […] Es gibt keine friedlichen Inseln in Deutschland.“

Dies war die einzige Pressemitteilung über den ersten Luftangriff auf Dresden.

## Die einzelnen Luftangriffe

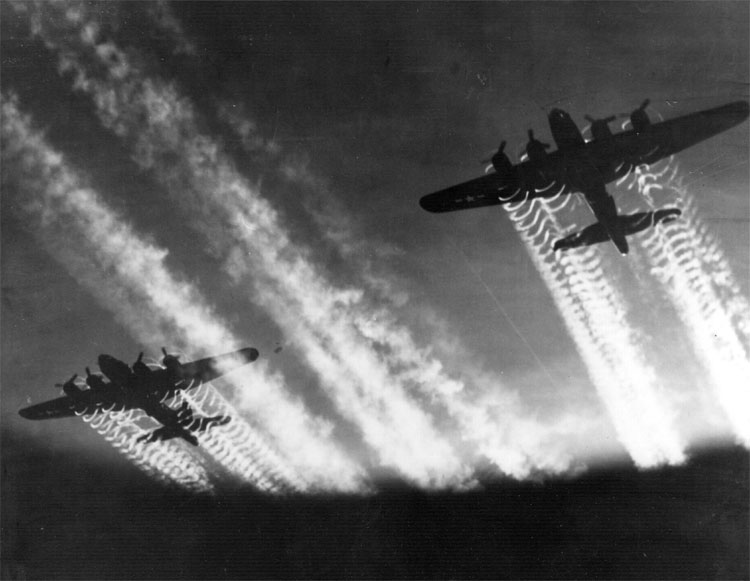
B-17 „Flying Fortress“ der USAAF

Seit 1944 gab es in zunehmender Häufigkeit Voralarm und Luftalarm in Dresden.

### 24. August 1944
Es erfolgte ein erster Bombenangriff der 8th Air Force der USAAF mit 65 B-17 „Flying Fortress“ auf die Industrie in Freital (Mineralölwerk der Rhenania-Ossag in Birkigt), das Industriegelände Gittersee und Wohnanlagen. Eine Bombe fiel auf Coschütz. Bei dem Angriff starben 241 Menschen.

### 7. Oktober 1944
Insgesamt 29 B-17 der 303rd Bombardment Group (Beiname „Hell’s Angels“) der 41st Bombardment Wing der USAAF griffen als Ersatz für das wolkenbedeckte Primärziel Brüx das für das ganze Geschwader vorgesehene Ausweichziel Dresden an. Mit 72,5 Tonnen Bomben, etwa 290 Sprengbomben zu je 500 Pfund, trafen sie hauptsächlich den Innenstadtbereich um den Bahnhof Dresden-Friedrichstadt und das Industriegebiet nördlich davon, darunter die damals zur Rüstungsgüterproduktion verwendete Fabrik Seidel & Naumann sowie den Alberthafen. Insgesamt wurden 270 Todesopfer registriert.

### 16. Januar 1945
Die 8th Air Force bombardierte aus 133 viermotorigen B-24 „Liberator“ mit 279,8 Tonnen Sprengbomben und 41,6 Tonnen Brandbomben tagsüber als Sekundärziel erneut den Bahnhof Friedrichstadt. Auch Cotta, Löbtau und Leutewitz wurden getroffen. Der Angriff forderte 334 Tote. Die Angriffe schwächten auch die Luftabwehr. Auf dem Militärflugplatz Klotzsche standen danach nur noch 30 einsatzfähige Jagdflugzeuge und Nachtjäger bereit, allerdings fast ohne Treibstoffreserven. Trotzdem wurde die Flak noch im selben Monat an die Ostfront verlegt.
Seitdem Air Marshal Arthur Harris 1942 Oberbefehlshaber des britischen „Bomber Command“ geworden war, wechselten Nachtangriffe der RAF und Tagesangriffe der USAAF einander ab. Harris gab den Angriffsbefehl zu den folgenden schweren Bombardierungen Dresdens mit dem Codewort „Chevin“.

### Nachtangriff am 13. Februar 1945

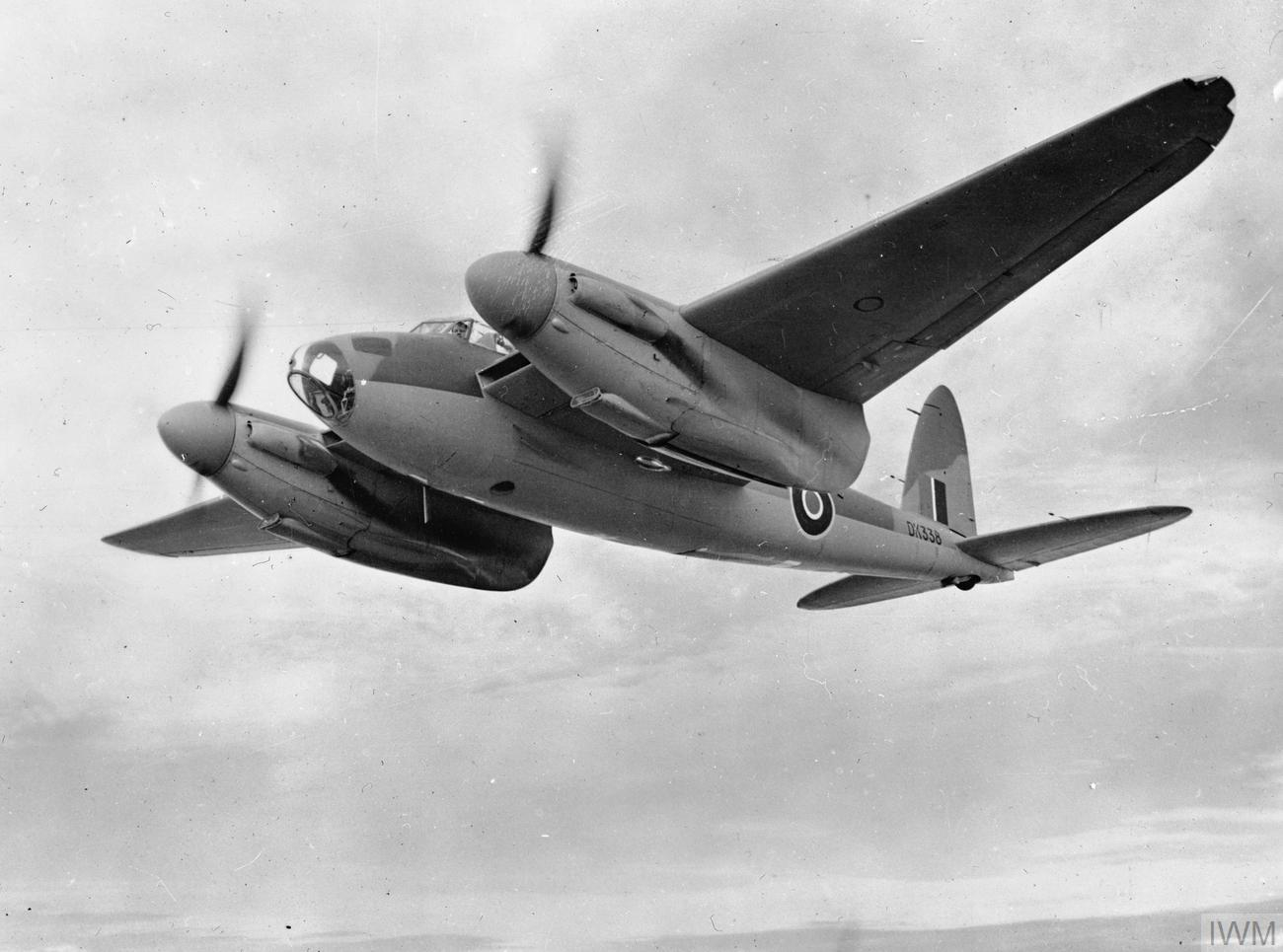
Britischer Zielmarkierer Mosquito

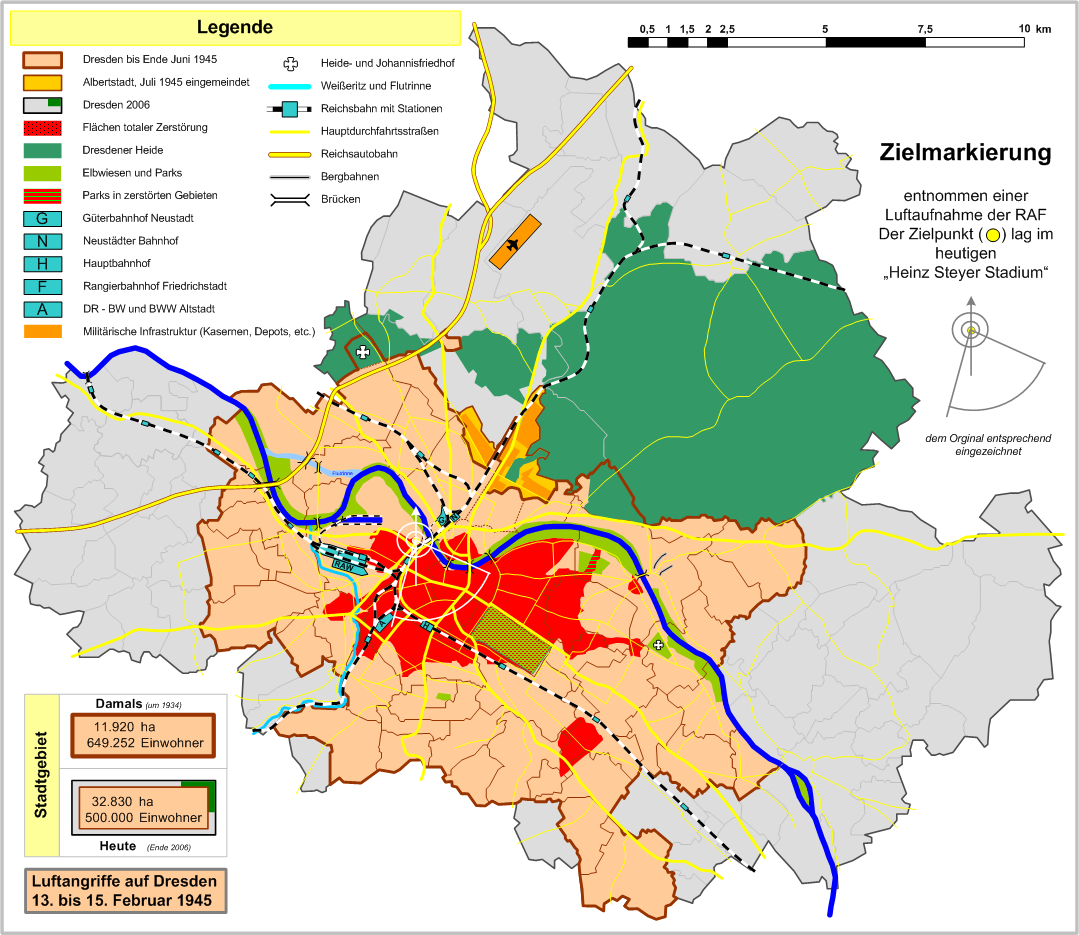
Zielmarkierung und Angriffsrichtung der Angriffe

Sechs britische Bomberstaffeln flogen am 13. Februar 1945 gegen 17.30 Uhr von ihren Basen in Ostengland über zwei Routen in das Reichsgebiet ein. Hinter der Westfront flogen Begleitjäger zur Irreführung der deutschen Luftabwehr andere Routen.
Am Faschingsdienstag, 13. Februar 1945, um 21:45 Uhr wurde in Dresden der 175. Fliegeralarm ausgelöst. Die Menschen begaben sich in die Keller ihrer Häuser oder Wohnblocks und die wenigen vorhandenen Luftschutzbunker.
Die Angriffe begannen in einer ersten Welle bei aufgeklartem wolkenlosem Nachthimmel. Um 22:03 Uhr wurde die Innenstadt von Lancaster-Bombern des No. 83 Squadron, einer „Pfadfinder“-Einheit, mit Magnesium-Lichtkaskaden („Christbäumen“) ausgeleuchtet, zwei Minuten darauf warfen neun britische Mosquitos rote Zielmarkierungen auf das gut sichtbare Stadion am Ostragehege nordwestlich des Stadtkerns. Von 22:13 bis 22:28 Uhr fielen die ersten Bomben. 244 britische Lancaster-Bomber der No. 5 Bomber Group zerstörten die Gebäude mit 529 Luftminen und 1800 Spreng- und Brandbomben mit insgesamt 900 Tonnen Gewicht. Sie gingen südwestlich des Zielpunktes in einem 45-Grad-Fächer zwischen der großen Elbschleife im Westen der Stadt, dem industriell bebauten Ostragehege (heute Messegelände) und dem etwa 2,5 km Luftlinie entfernten Hauptbahnhof nieder.
In diesen 15 Minuten wurden drei Viertel der Dresdner Altstadt in Brand gesetzt. Gezielte Treffer einzelner Gebäude waren bei diesen Nachtangriffen der RAF weder beabsichtigt noch möglich. Vielmehr sollte ein Bombenteppich die gesamte Innenstadt großflächig zerstören. Die Flammen der brennenden Innenstadt nach der ersten Angriffswelle waren im weiten Umkreis am Himmel zu sehen. Manche Brände loderten noch vier Tage lang.

### Nachtangriff vom 13. zum 14. Februar 1945

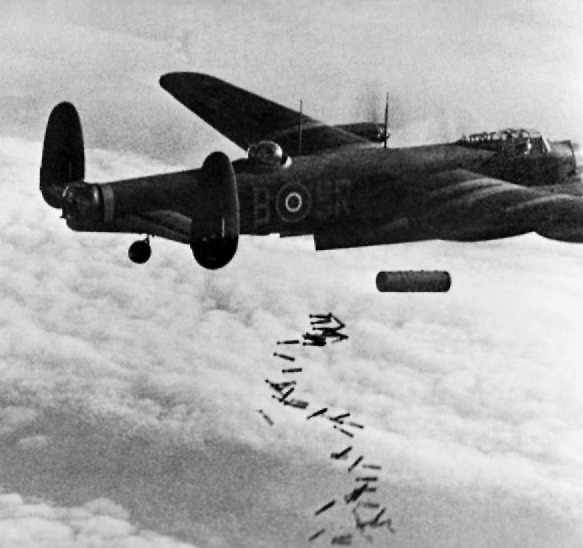
Britischer Lancaster-Bomber mit Minenbombe und Stabbrandbomben

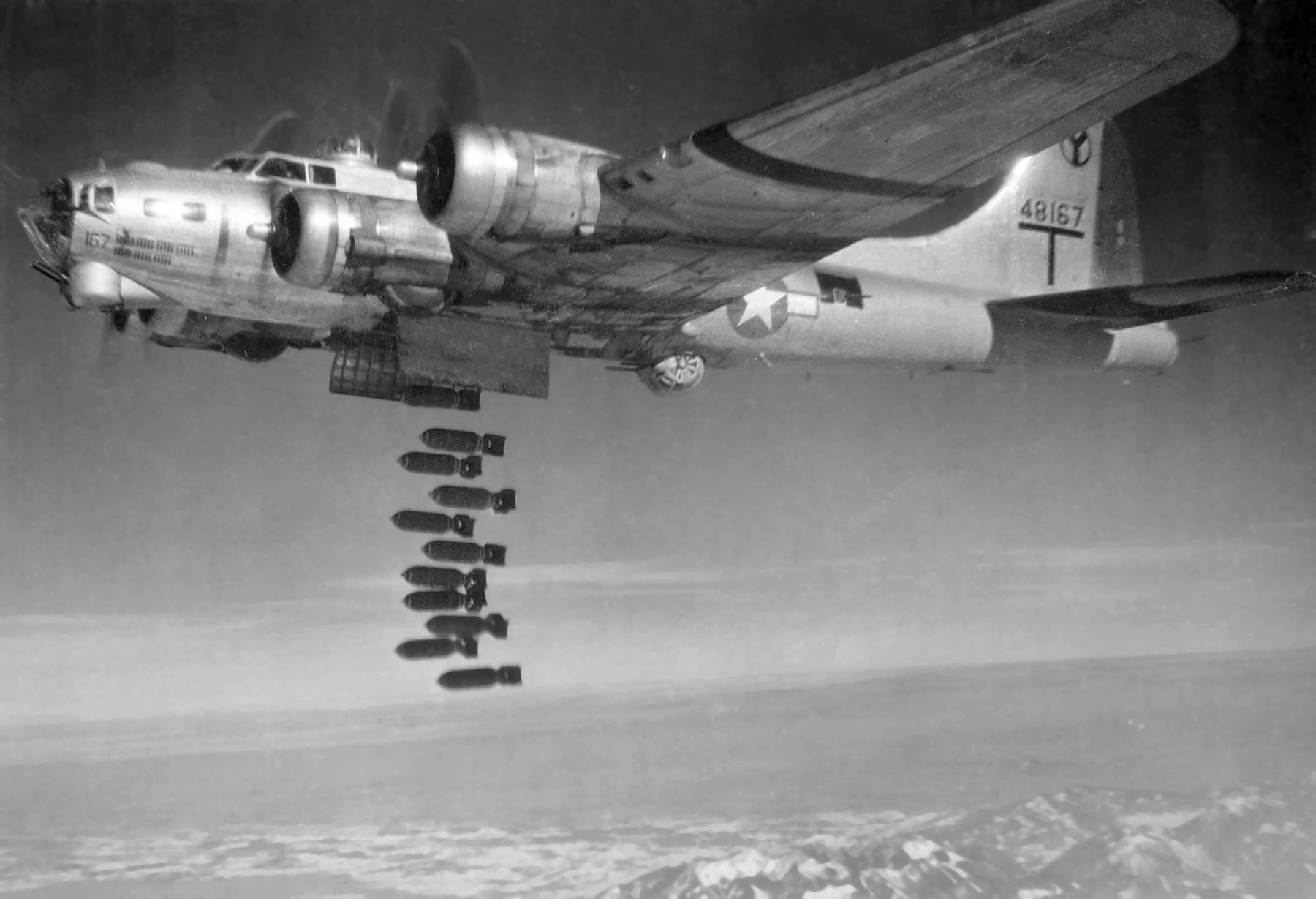
Amerikanische Boeing B-17 „Flying Fortress“ beim Bombenwurf

Um 1:23 Uhr begann die zweite Angriffswelle mit 529 britischen Lancaster-Bombern der Gruppen No. 1, No. 3 und No. 8 der Royal Air Force sowie der Gruppe No. 6 der kanadischen Luftwaffe. Sie warfen bis 1:54 Uhr insgesamt 458 Minenbomben, 977 hochbrisante Sprengbomben und 443.000 (650.000) Stabbrandbomben ab, das entsprach 965 Tonnen Spreng- und 891 Tonnen Brandbomben. Betroffen war die Region von Löbtau bis Blasewitz und von der Neustadt bis Zschertnitz: erneut das Gebiet des ersten Angriffs, dazu die westliche Johannstadt, die Südvorstadt, der Hauptbahnhof, die Friedrichstadt, Löbtau, Blasewitz, Striesen, Strehlen, Gruna, Plauen, Räcknitz, Zschertnitz, Reick, Loschwitz und die Antonstadt. Die von der ersten Angriffswelle verursachten Brände dienten nach Augenzeugenberichten britischer Fliegerbesatzungen zur Orientierung für die nachfolgenden Bomber. Ihre Bomben trafen auch die Elbwiesen und den Großen Garten, wohin viele Dresdner nach der ersten Welle geflüchtet waren. Die Frauenklinik Pfotenhauerstraße des Stadtkrankenhauses Dresden-Johannstadt und die Diakonissenanstalt in der Neustadt wurden schwer beschädigt. Beide Bombardements betrafen ein Stadtgebiet von etwa 15 Quadratkilometern.
Die zweite Angriffswelle zerstörte die Technik der ausgerückten Feuerschutzpolizei und verhinderte weitere Löschaktionen, sodass sich die zahlreichen Einzelfeuer rasch zu einem orkanartigen Feuersturm vereinten. Dieser zerstörte ganze Straßenzüge. In der extremen Hitze schmolzen Glas und Metall. Der starke Luftsog wirbelte größere Gegenstände und Menschen umher oder zog sie ins Feuer hinein. Sie verbrannten, starben durch Hitzeschock und Luftdruck oder erstickten in den Luftschutzkellern an Brandgasen. Wer sich ins Freie retten konnte, war auch dort dem Feuersturm und detonierenden Bomben ausgesetzt. Der Widerschein der brennenden Stadt konnte durch die zweite angreifende Welle bereits aus einer Entfernung von 320 km gesehen werden („Der Spiegel“ 06/1995 „Lähmendes Entsetzen“). Die Erschütterungen waren noch aus einer Entfernung von 70 km zu spüren.

### Tagesangriff am 14. Februar 1945
Von 12:17 bis 12:31 Uhr flogen 311 B-17 und 200 Begleitjäger des Typs P-51 „Mustang“ der 8th Air Force einen Angriff auf die noch brennende Stadt. Die Bevölkerung konnte wegen ausgefallener Großalarmanlage und sonstiger Nachrichtenmittel nicht gewarnt werden. Die B-17 warfen bei wolken- und rußbedecktem Himmel über Dresden nach Zielradar 1.800 Spreng- und Minenbomben (474,5 t) und 136.800 Stabbrandbomben (296,5 t) ab. Ihre Angriffsziele waren einige Rüstungsbetriebe und erneut der Bahnhof und das Reichsbahnausbesserungswerk Dresden in Friedrichstadt. Getroffen wurden auch das dortige Krankenhaus und umliegende Stadtteile. Wegen einer Wetterfront wichen zwei Bombergruppen etwa 100 km südwestlich vom Kurs ab und bombardierten nach Ausfall des Anflugradars einen Ortsteil von Prag im Glauben, es sei Dresden. Im etwa 35 km entfernten Neustadt in Sachsen ging am 14. Februar ein von den Nachtangriffen verursachter Ascheregen nieder. Am 15. Februar stürzte die ausgebrannte Frauenkirche etwa um 10:15 Uhr ein.

### 15. Februar 1945
Es folgte von 11:51 bis 12:01 Uhr ein weiterer amerikanischer Tagesangriff von 211 B-17 und 141 P-51. Deren Primärziel war eigentlich das Hydrierwerk Böhlen, dort war der Himmel bedeckt. Dresden war das vorgegebene Ausweichziel, das damit den vierten Bombenangriff innerhalb von 40 Stunden erlebte. Bei schlechter Sicht wurden von 11.51 bis 12.00 Uhr 460 Tonnen Bomben (3.700 Sprengbomben) verstreut abgeworfen. Trefferschwerpunkte waren der Münchener Platz, Loschwitz, Plauen und Waldschlösschenviertel. Weiträumig betroffen war das Gebiet zwischen Meißen und Pirna.

### 2. März 1945
Insgesamt 406 B-17 und Hunderte Begleitjäger vom Typ P-51 der 8th Air Force flogen zunächst das Hydrierwerk Schwarzheide an, wichen dann aber wegen der Witterungsbedingungen auf das geplante Ersatzziel Dresden aus. Ab 10:27 Uhr fielen 853 Tonnen hochbrisante Sprengbomben und 127 Tonnen Brandbomben, nebst Flugblättern, unkonzentriert auf das wolkenverhangene Stadtgebiet Dresden. Trefferschwerpunkte waren: Mickten/Übigau, Altstadt/Neustadt Umgebung Marienbrücke, Waldschlößchen, Tolkewitz, Laubegast, Hosterwitz, Loschwitz, Lazarettschiff „Leipzig“. Die vorgesehenen Verschiebebahnhöfe wurden nicht getroffen, die Wohngebiete mittelschwer, Brücken und Industrieanlagen leicht. Ein Teil der Bombenlast fiel auch in unbebaute Gebiete, so in die Elbe. Die „Verzettelung“ des geplanten Angriffs wurde teilweise durch die deutsche Jagdabwehr hervorgerufen, besonders durch die schnellen Düsenjäger Me 262. Acht B-17 gingen verloren. Dieser vierte Angriff auf Dresden war der bisher schwerste, den die USAAF auf die Stadt geflogen hatten. „Dokumente über die Personenverluste liegen nicht vor“.

### 17. April 1945
Die 8th Air Force der USAAF flog mit 572 (590) B-17 und Hunderten P-51 einen letzten Großangriff auf Dresden – dieses Mal als Primärziel. Von 13:48 bis 15:12 Uhr warfen sie als „Teppiche“ 1.385 Tonnen Sprengbomben und 150 Tonnen Brandbomben ab. Laut Kriegstagebuch der 8th Air Force wurden insgesamt 1.731 Tonnen Bomben abgeworfen. Es entstanden schwerste Schäden, auch in Stadtvierteln und an Gebäuden (Hauptbahnhof), die von früheren Angriffen her schon überwiegend Ruinen waren. Erst mit diesem Angriff wurde der militärisch und zivil wichtige Bahnverkehr durch Dresden wirksam unterbrochen. Trefferschwerpunkte waren: der Rangierbahnhof Friedrichstadt, der Elbhafenbahnhof Pieschen, der Güterbahnhof Altstadt, der Hauptbahnhof, der Neustädter Bahnhof, Löbtau, Plauen und Übigau. In den Wohngebieten wurden auch die Stadtkrankenhäuser Löbtau und Friedrichstadt getroffen. „Auch diesmal erleidet die Bevölkerung schmerzliche Verluste“. Mindestens 450 Tote werden angegeben. Alleine auf dem Neuen Annenfriedhof ruhen Hunderte von ihnen, besonders aus dem Ortszentrum von Löbtau. Flak und Me 262 gelang es, acht schwere Bomber abzuschießen. Die eigenen Verluste der Luftwaffe waren massiv, besonders am Boden – wo die Jagdflugzeuge aus Treibstoffmangel standen.
Im Anflug auf Dresden erfolgte begründet durch ein Wetter bedingtes Manöver über der Dippoldiswalder Heide eine Kollision zweier Bomber, die daraufhin abstürzten.

## Folgen

### Für die Bevölkerung
Nach Zeugenaussagen konnten einige Menschen durch Mauerdurchbrüche in den Kellern geschlossener Häuserzeilen in unversehrte Häuser und Stadtteile fliehen, andere fanden durch die Gewölbe unterhalb der Altstadt ins Freie auf die Elbwiesen. Etwa 1000 Menschen überlebten den Angriff in der Annenkirche. Viele erstickten auf der Flucht an Brandgasen. Die häufige Angabe „erstickt“ in damaligen Totenscheinen wies auch auf mangelnde Luftschutzräume und fehlende Belüftung hin. Familien wurden im Chaos auseinandergerissen. Überlebende, die in Bunkern und Kellern ausgeharrt oder den Weg ins Freie gefunden hatten, wurden traumatisiert. Tausende Menschen flohen noch während der ersten Angriffswelle in weniger betroffene Stadtteile wie beispielsweise Mockritz, Leuben, Blasewitz, Pieschen, Löbtau oder in das Umland.
Da die Bomben auch das Zentralgebäude der Gestapo zerstörten, konnte diese die vom 14. bis 16. Februar angesetzte Deportation der letzten 198 Juden aus dem Regierungsbezirk Dresden nicht planmäßig durchführen. Etwa 40 Juden starben im Dresdner „Judenhaus“ durch Bomben, während andere trotz Nutzungsverbots in Luftschutzräumen überlebten. Sie mussten jedoch in den Folgetagen aus der Stadt fliehen, da die Gestapo weiter nach ihnen suchte. Etwa 70 Dresdner Juden entkamen so dem Holocaust. Darunter waren Henny Brenner, der später berühmte Puppenspieler Josef Skupa und der Literaturwissenschaftler Victor Klemperer, der damals in sein Tagebuch schrieb:

„Wen aber von den etwa 70 Sternträgern diese Nacht verschonte, dem bedeutete sie Errettung, denn im allgemeinen Chaos konnte er der Gestapo entkommen.“

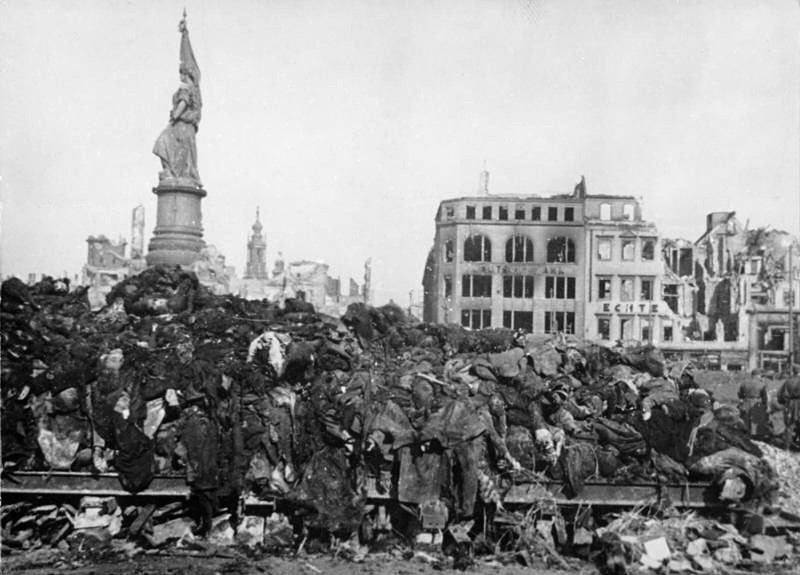
Leichenberg auf dem Dresdner Altmarkt, aufgeschichtet auf Eisenbahnschienen, Februar 1945

Ab dem 15. Februar organisierte Theodor Ellgering, Leiter des Interministeriellen Ausschusses für Luftkriegsschäden, nach Eigenbericht Auffangstellen für obdachlose Flüchtlinge, ihre Versorgung mit Nahrungstransporten und die Bergung der Toten. Er ließ zerstörte Stadtteile teilweise mit Straßensperren aus Trümmersteinen abriegeln.
In den folgenden Tagen wurden die Leichen in der Stadt mit Lastwagen oder Handkarren eingesammelt, zu öffentlichen Plätzen zur Identifizierung gebracht und dort zu Tausenden gestapelt. Es handelte sich überwiegend um Frauen und Kinder. Aus Furcht vor Seuchen wurden am 25. Februar 6865 Leichen auf behelfsmäßigen Rosten (z. T. aus Eisenbahnschienen) auf dem Altmarkt und weitere im Krematorium Tolkewitz verbrannt. Bis zum 30. April wurden auf dem Heidefriedhof rund 10.430 Tote sowie die Aschenreste der auf dem Altmarkt verbrannten Leichen bestattet, weitere Tote auf dem Johannisfriedhof und dem damaligen Standortfriedhof.

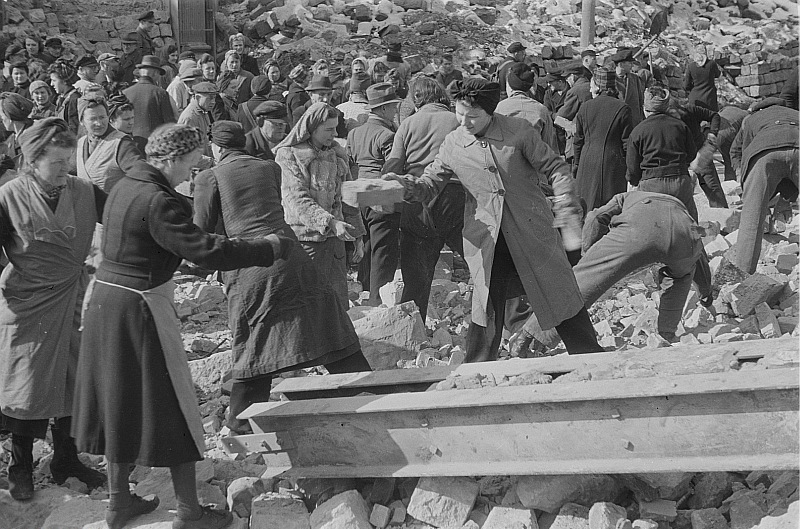
Enttrümmerungsarbeiten

Öffentliche Gebäude, etwa NSDAP-Stellen, Gasthöfe und Schulen, dienten als provisorische Notaufnahmen für Obdachlose. Allein in den fünf Auffangstellen des Dresdner Ortsteils Plauen wurden bis Mitte März 16.000 Flüchtlinge registriert. Die Behörden schickten viele der Ausgebombten in das Umland.

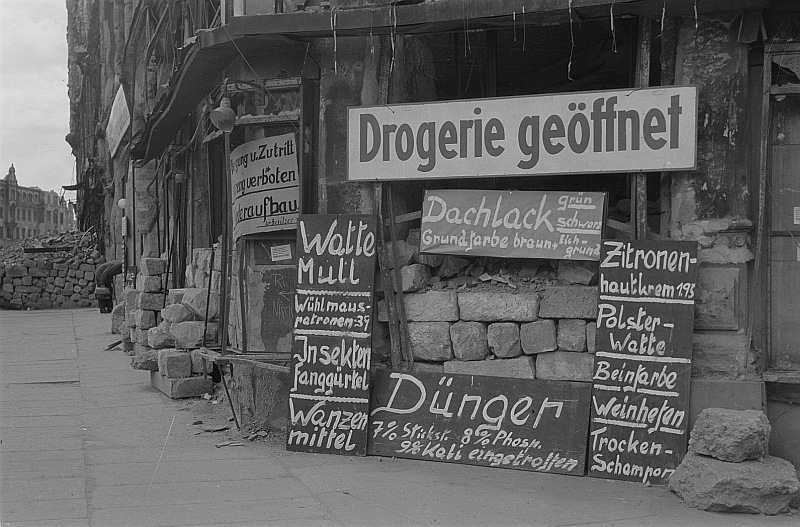
Erste gewerbliche Aktivitäten zur Versorgung der Bevölkerung

Im Stadtzentrum, Bezirk IV, wurden im März noch 4000 Einwohner festgestellt. Der nördliche Teil Striesens musste tausende Flüchtlinge aufnehmen. Trotz der Öffnung der Nahrungsmitteldepots wurden die Nahrungsmittel bald knapp, und selbst Lebensmittelkarten konnten nicht mehr gedruckt werden. Mitte April wurde die Verpflegung der Ausgebombten durch die Nationalsozialistische Volkswohlfahrt schließlich eingestellt. „Volksgenossen ohne eigene Kochgelegenheit“ wurden laut Bezirksverwaltung am 10. April 1945 auf die gemeinsame Benutzung vorhandener „Kochstellen“ verwiesen. Die NS-Behörden waren arbeitsunfähig, als Auffangstellen umfunktioniert oder ausgebrannt. Viele Beamte waren geflüchtet oder umgekommen. Die Stadt war laut Mutschmann nicht mehr in der Lage, „ihre laufenden Verwaltungsarbeiten durchzuführen“. Wegen Personalmangels wurden Beamte aus ganz Sachsen verpflichtet.

### Für das Stadtgebiet

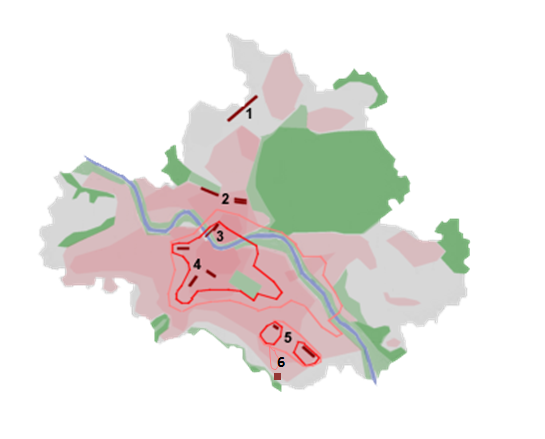
Zerstörte Gebiete in Dresden und einzelne Ziele. Rot umrandet: total zerstörte Kernbereiche der Bombardierung. Rosa abgestuft: bebaute Gebiete. Braun: strategische Ziele

Die Altstadt brannte zu einem großen Teil aus. Außer Ruinen blieben nur einige wenige Gebäude schwer beschädigt erhalten. Die Seevorstadt, Johannstadt und die östliche Südvorstadt waren weitgehend abgebrannt oder zertrümmert. Auch die alten Ortskerne und historischen Bauten von Striesen und Gruna waren weitgehend zerstört. Hinzu kamen schwere Schäden in Reick, Friedrichstadt, Plauen, Zschertnitz, der Inneren Neustadt sowie Brände in Prohlis. Zwischen Schandauer Straße und Bodenbacher Straße wurden fast 800 Häuser mit rund 7000 Wohnungen, Fabriken und Werkstätten vollständig zerstört. Schäden an einzelnen Häuserzeilen gab es im Hechtviertel, in Pieschen, Niedersedlitz und der Albertstadt. Die dicht besiedelte Äußere Neustadt blieb weitgehend verschont.

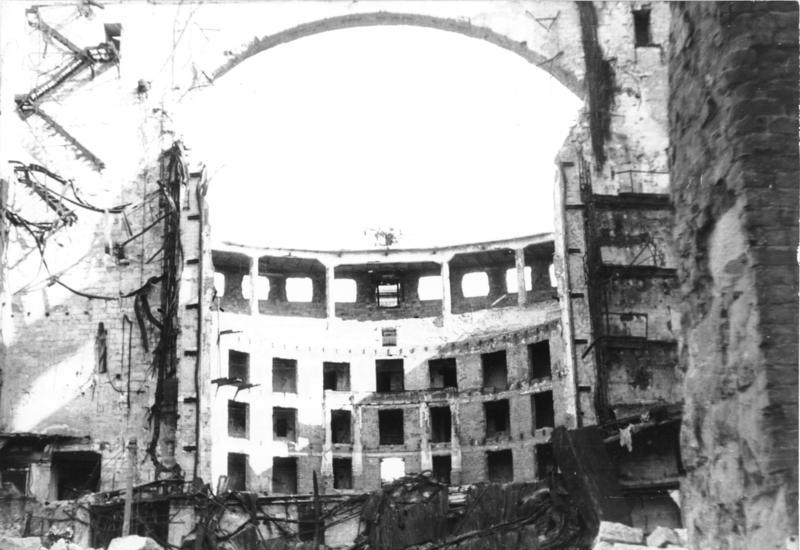
Ruine der Semperoper

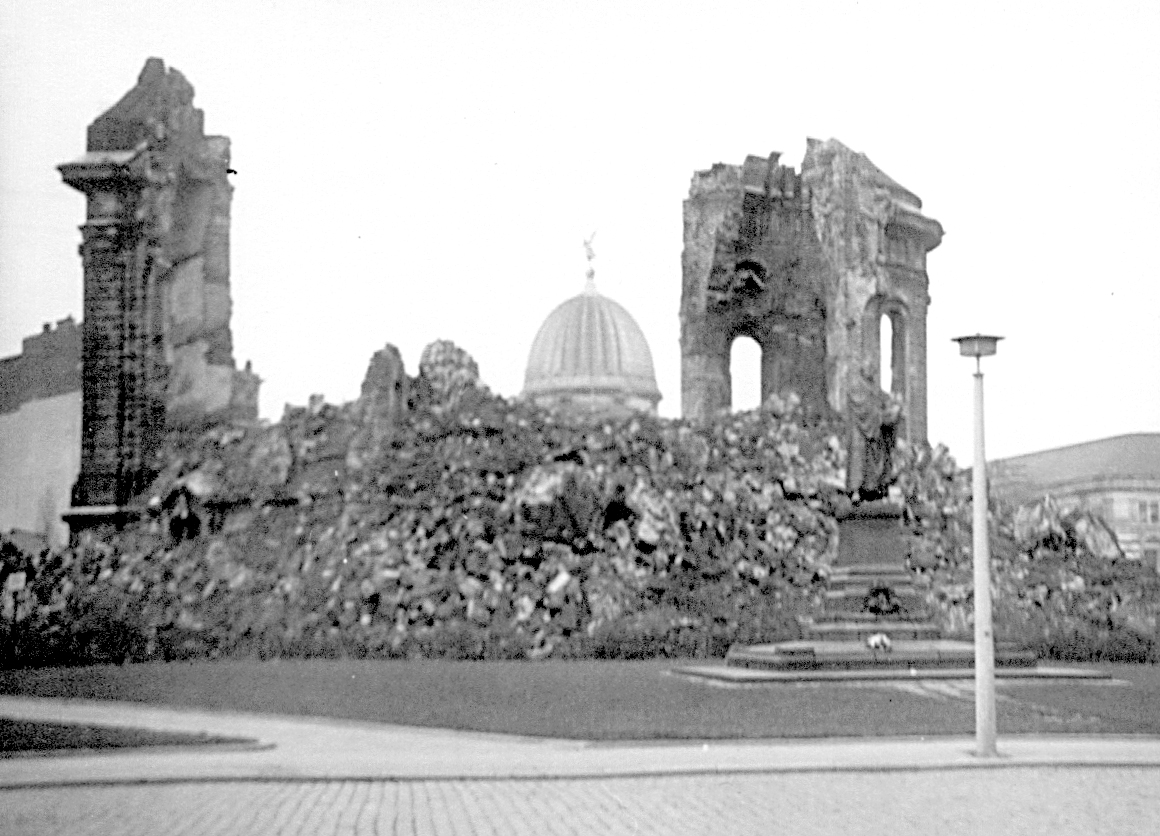
Ruine der Frauenkirche (Foto von 1970)

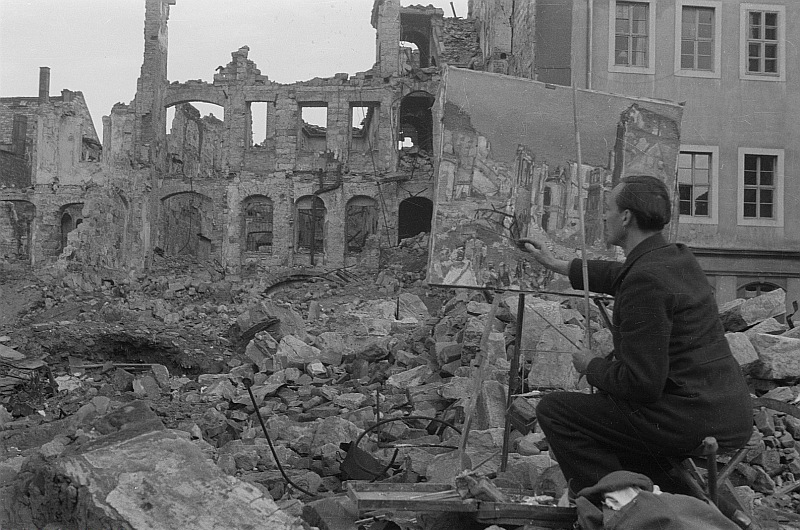
Neubeginn des kulturellen Lebens zwischen den Trümmern, Theodor Rosenhauer

Die Bombenangriffe zerstörten viele Kulturdenkmäler des spätbarocken „Florenz an der Elbe“, darunter Semperoper, Frauenkirche, Residenzschloss, Sophienkirche und Zwinger. Die Baubehörden der DDR ließen viele ausgebrannte Gebäude abreißen (darunter: Sophienkirche, Albert-Theater, Palais der Sekundogenitur), andere Ruinen oder Trümmerhaufen als „Mahnmal“ erhalten (Frauenkirche, Kurländer Palais) und verstärkten so noch den Eindruck einer fast völligen Zerstörung des Stadtkerns.
Obwohl die Nachtangriffe der RAF nicht direkt auf die Dresdner Rüstungsindustrie zielten, zerstörten sie 23 Prozent der Dresdner Industriebetriebe und beschädigten viele Versorgungseinrichtungen wie Gas-, Wasser- und Kraftwerke. Auch die folgenden Tagesangriffe der USAAF waren wegen der schlechten Sicht sehr ungenau. In den Wohngebieten wurden bis Mai 1945 60.000 bis 75.000 von insgesamt 222.000 Wohnungen mitsamt Hausrat und Kleidung völlig zerstört, weitere 18.000 Wohnungen schwer und 81.000 leicht beschädigt. 30 Prozent der Einzelhandelsbetriebe waren funktionsuntüchtig, darunter drei Kaufhäuser der Altstadt und die Markthallen Weißeritzstraße, Antonsplatz und die Neustädter Markthalle, in denen sich der Handel mit Obst und Gemüse damals konzentrierte.

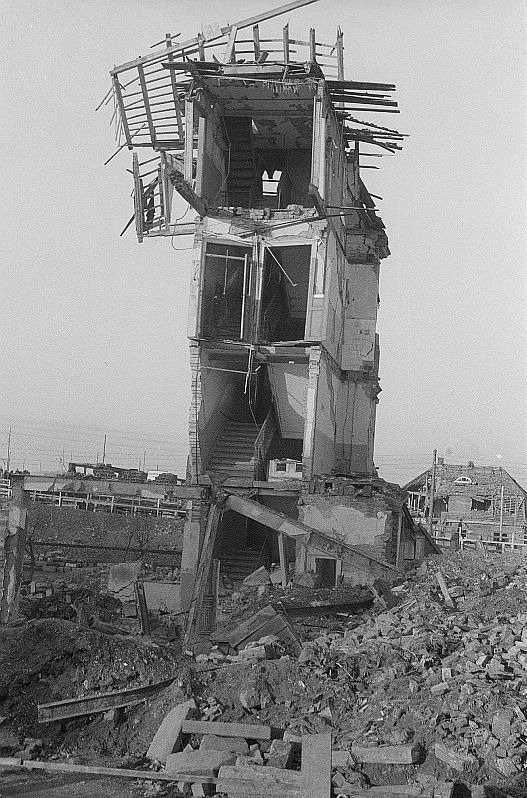
Stehengebliebenes Treppenhaus 1945

Der Straßenverkehr war nach dem 13. Februar zunächst vollständig blockiert. Die Oberleitungen der Straßenbahn waren zu 75 Prozent zerstört, Straßen verschüttet oder mit Bombentrichtern übersät; das Bauamt zählte 1100 davon. Alle Elbbrücken im Stadtgebiet waren beschädigt. Das Zentrum war als Verkehrsknotenpunkt unpassierbar geworden. Arbeitsstellen und Behörden mussten zu Fuß meist durch die Trümmerwüste der Altstadt erreicht werden. Der Eisenbahnverkehr wurde jedoch nach zwei Wochen behelfsmäßig wieder in Betrieb genommen. Truppentransporte fuhren sogar schon nach wenigen Tagen wieder, da die Fernstrecken durch Dresden bis zur Bombardierung am 2. März 1945 nahezu unversehrt blieben.
Die meisten Betriebe mussten ihre Produktion einstellen. Sie waren beschädigt oder zerstört, ihre Arbeiter waren umgekommen, ausgebombt oder konnten die Betriebe nicht erreichen. Nach einer „Schlussmeldung“ des SS- und Polizeiführers Elbe vom 15. März 1945 konnten nur noch sechs Betriebe ihre Produktion mit unbestimmter Menge fortsetzen. Der „Städtische Vieh- und Schlachthof“ im Ostragehege nahm den Betrieb am 19. Februar, die Brotfabrik und Großfleischerei Rosenstraße Ende März behelfsmäßig wieder auf.

### Für die Alliierten
Unter den Westalliierten war das area bombing der RAF in den letzten Kriegsmonaten 1945 umstritten. Besonders nach den Februarangriffen auf Dresden drängte die US-Militärführung die Briten dazu, diese Taktik aufzugeben. Doch die RAF war überwiegend für Flächenbombardements ausgerüstet und ausgebildet.
Am 28. März 1945 erwog Winston Churchill, den Luftkrieg gegen deutsche Städte einzustellen, und distanzierte sich in einem Telegrammentwurf an General Ismay und die britischen Chiefs of Staff und Chief of the Air Staff von dessen Ausrichtung:

“It seems to me that the moment has come when the question of bombing of German cities simply for the sake of increasing the terror, though under other pretexts, should be reviewed. Otherwise we shall come into control of an utterly ruined land … The destruction of Dresden remains a serious query against the conduct of Allied bombing. … I feel the need for more precise concentration upon military objectives such as oil and communications behind the immediate battle-zone, rather than on mere acts of terror and wanton destruction, however impressive.”

„Der Moment scheint mir gekommen, wo die Frage der Bombardierung deutscher Städte einfach zum Zwecke der Erhöhung des Terrors, auch wenn wir andere Vorwände nennen, überprüft werden sollte. Sonst werden wir die Kontrolle über ein total verwüstetes Land übernehmen. […] Die Zerstörung Dresdens bleibt eine ernste Frage an die alliierte Bombardierungspolitik. […] Ich glaube, es ist nötig, dass wir uns mehr auf militärische Ziele konzentrieren wie Öllager und Kommunikationszentren hinter der unmittelbaren Kampfzone, statt auf reine Akte des Terrors und der mutwilligen Zerstörung, wie beeindruckend diese auch immer sind.“

Gesendet wurde am 1. April 1945 jedoch eine Fassung, die vor allem betonte, dass weitere Zerstörungen von Wohnräumen und ähnlichem alliierten Interessen nach dem Krieg entgegen stünden.
Am Folgetag schätzte Arthur Harris die Wirkung in einem Schreiben an das Air Ministry so ein:

“Actually Dresden was a mass of munitions works, an intact government centre, and a key transportation point to the East. It is now none of these things.”

„Dresden war eine Ansammlung von Munitionsfabriken, ein intaktes Verwaltungszentrum und ein Knotenpunkt für Transporte nach Osten. Nun ist es nichts mehr davon.“

Dass Harris – anders als andere führende Militärs – nach dem Krieg in Großbritannien keine staatliche Ehrung erhielt und erst spät in den Adelsstand erhoben wurde, gilt manchen als Hinweis auf eine Distanzierung Winston Churchills von seinem „Bomber“, obgleich Churchill ursprünglich selbst die Entscheidung zum area bombing getroffen hatte.
Seit August 1944 hatten die Westalliierten ca. 10 Millionen Kriegsflugblätter über Dresden abgeworfen, mit denen sie die Bevölkerung zum Aufgeben aufriefen. Am 23. April warf die RAF nochmals 40.000 Flugblätter über dem von der Front umgangenen Dresden ab.

### Für die Kriegführung der Nationalsozialisten
Werner von Gilsa übernahm nach den Februarangriffen als Nachfolger von Friedrich-Wilhelm Liegmann das Kommando über den Festungsbereich Dresden. Sein Stab befand sich vorerst noch im Taschenbergpalais (Altstadt), anschließend in der Albertstadt. Er ließ die Lebensmittellager öffnen und stellte den Bombenflüchtlingen die Luftwaffensanitätseinheit in Nickern zur Verfügung. Andere Truppenteile und Durchreisende ließ er abfangen und abkommandieren. Beurlaubte und sogar Leichtverletzte wurden zu neuen Truppen zusammengestellt.
Das NS-Regime hoffte, die Anti-Hitler-Koalition könnte im letzten Moment zerfallen, und erteilte deshalb für die Elblinie den Befehl: Halten bis zum Letzten! Am 10. April befahl Gauleiter Martin Mutschmann auch Schülern, Stellungen zu bauen. Auf der Brühlschen Terrasse wurden Geschütze aufgestellt. Luftbilder der USAAF bestätigen den Fortschritt beim Bau der Verteidigungsanlagen. Am 14. April erklärte Mutschmann Dresden offiziell zur „Festung“, gab die Devise aus „Die Stadt wird mit allen Mitteln und bis zum letzten verteidigt“ und startete einen Aufruf an die Bevölkerung „Der Feind bedroht unsere Heimat – Kampf bis zum Letzten“.
Erst nach Kapitulation der Berliner Wehrmachteinheiten am 2. Mai löste Gilsa den „Verteidigungsbereich Dresden“ auf und befahl seine Räumung. Dennoch „verteidigten“ versprengte Gruppen die zerstörte Stadt bis zum Inkrafttreten der bedingungslosen Gesamtkapitulation am 8. Mai 1945. Erst an diesem letzten Kriegstag nahm die Rote Armee das Stadtgebiet vollständig ein.

## Begräbnisstätten und Denkmale (Auswahl)
Neben den 31 Friedhöfen, die im Dresdner Stadtgebiet von 1945 lagen, wurden auch auf den 17 Friedhöfen, die damals nicht zu Dresden gehörten, jedoch heute nach Eingemeindungen auf Dresdner Stadtgebiet liegen, Bestattungen der Toten der Luftangriffe des Februar 1945 vorgenommen. Anfragen der eingesetzten Historikerkommission ab 2005 zu Beisetzungen auf Friedhöfen im Dresdner Umland (u. a. Pirna, Meißen, Heidenau, Radeberg als die bekanntesten Städte) folgten: In Verfolg ihres Auftrages recherchierte die Kommission deutschlandweit insgesamt 130 Begräbnisstätten, auf denen Luftkriegsopfer der Angriffe des 13.–15. Februar 1945 auf Dresden beigesetzt wurden. Auf Dresdner Friedhöfen wurden natürlich auch die Toten der Bombenangriffe im Oktober 1944, sowie im Januar, März und April 1945 bestattet.
Die folgende Galerie zeigt eine Auswahl des Gedenkens auf den jeweiligen Friedhöfen.

Grabstätten und Denkmale
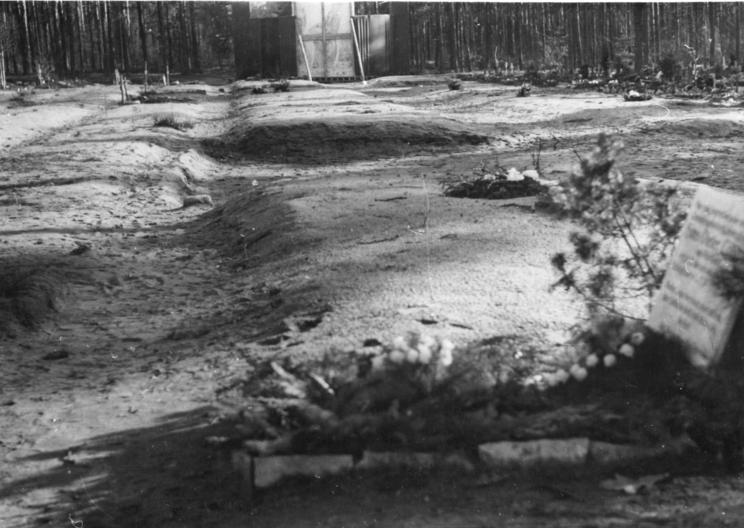
Massengräber auf Heidefriedhof (1950). Körperbestattungen: 11.500, Aschegrab: 6.865 Opfer
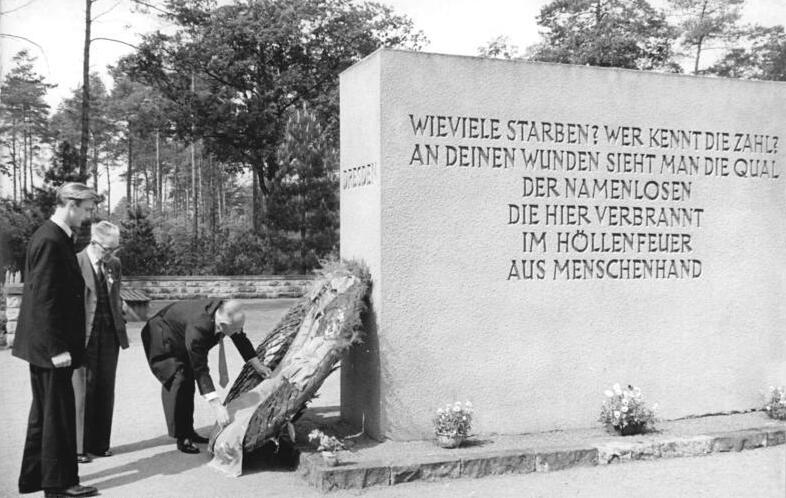
Denkmal Heidefriedhof (1956)
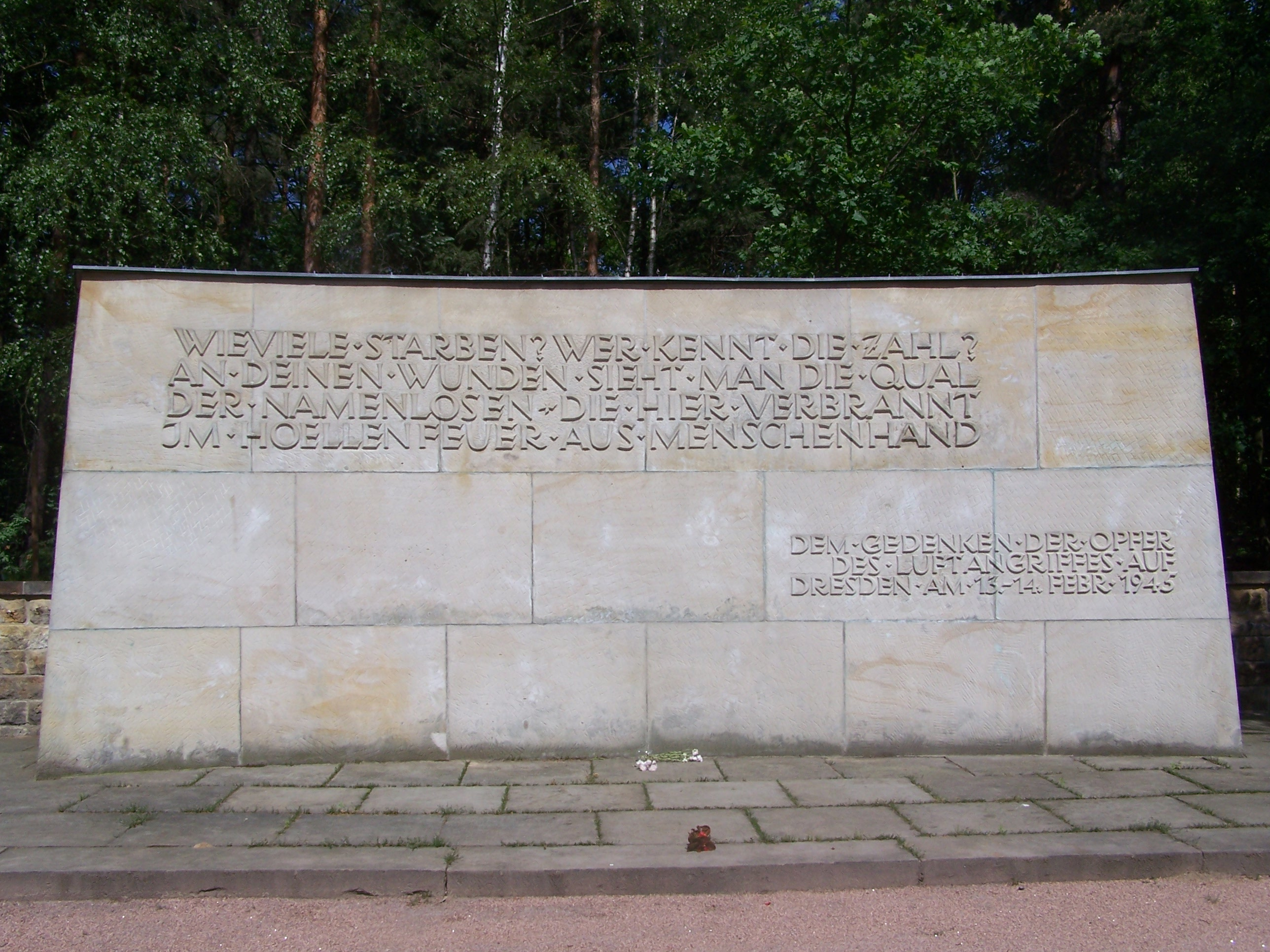
Denkmal auf Heidefriedhof (2007)
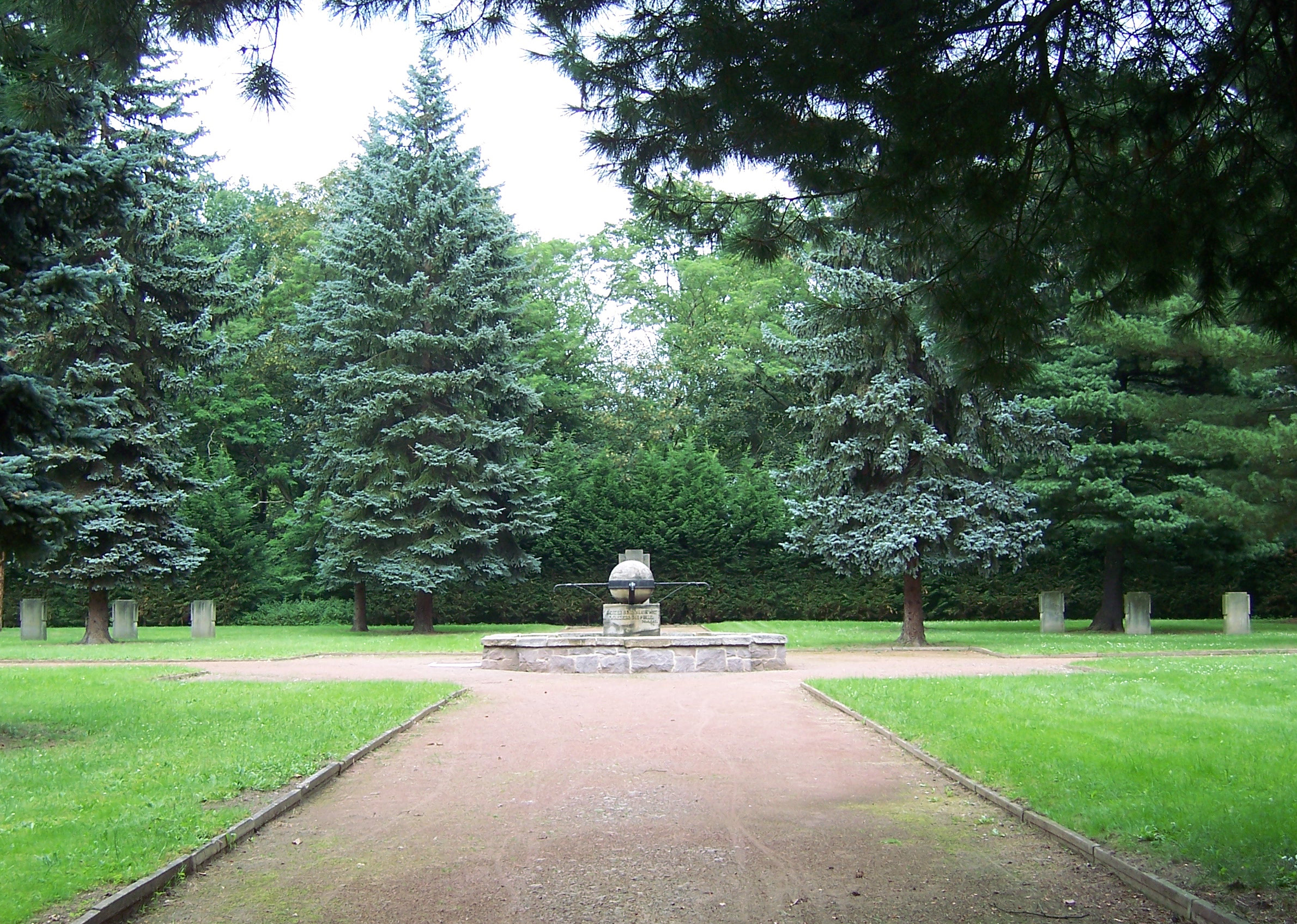
Gedenkstätte über Massengräbern auf Johannisfriedhof (2009)
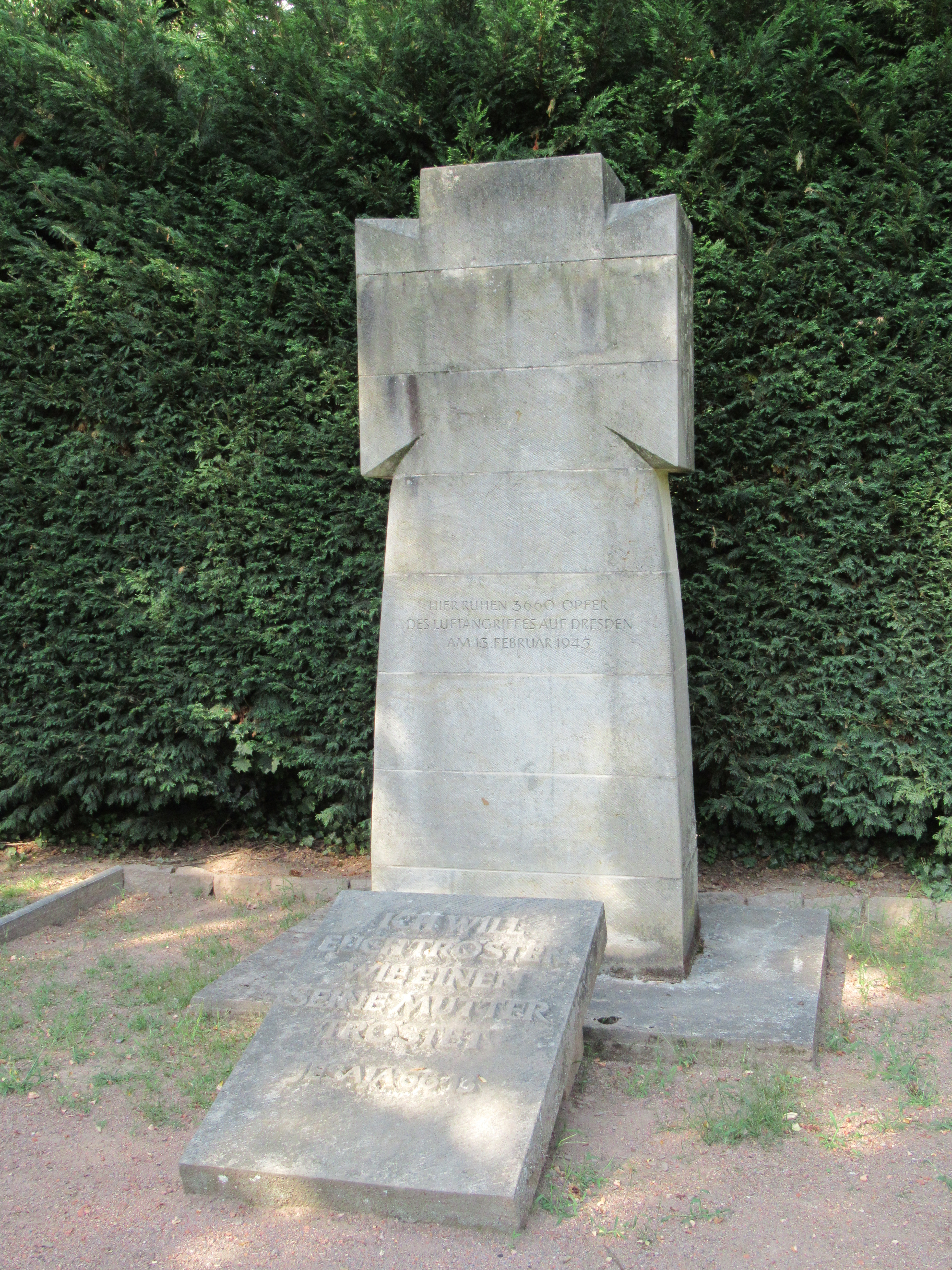
Johannisfriedhof Kreuz über 3.700 Gräbern (Foto 2020)
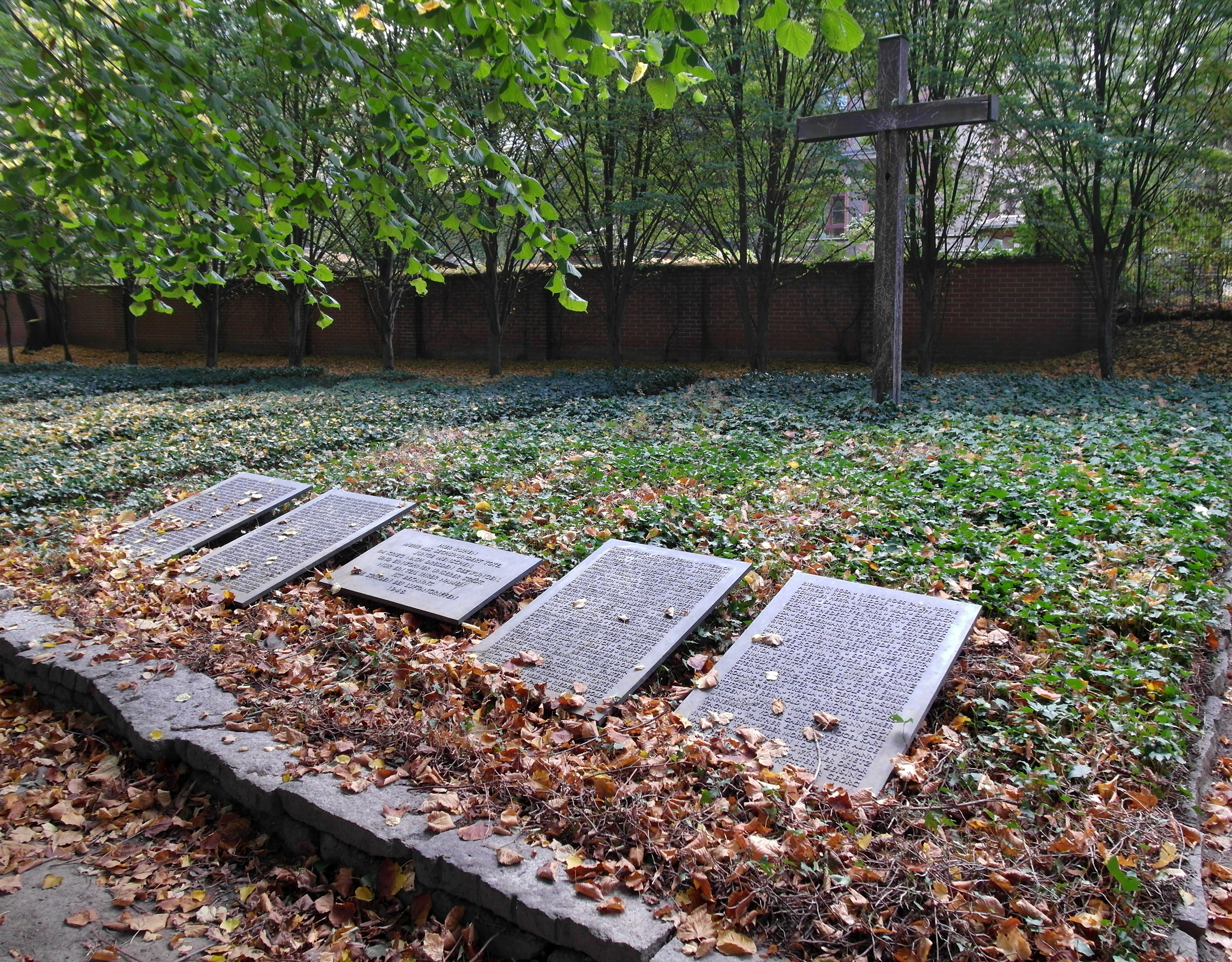
Massengräber mit 924 Bombenopfern (meiste von 17. April 1945) auf Neuem Annenfriedhof (2017)
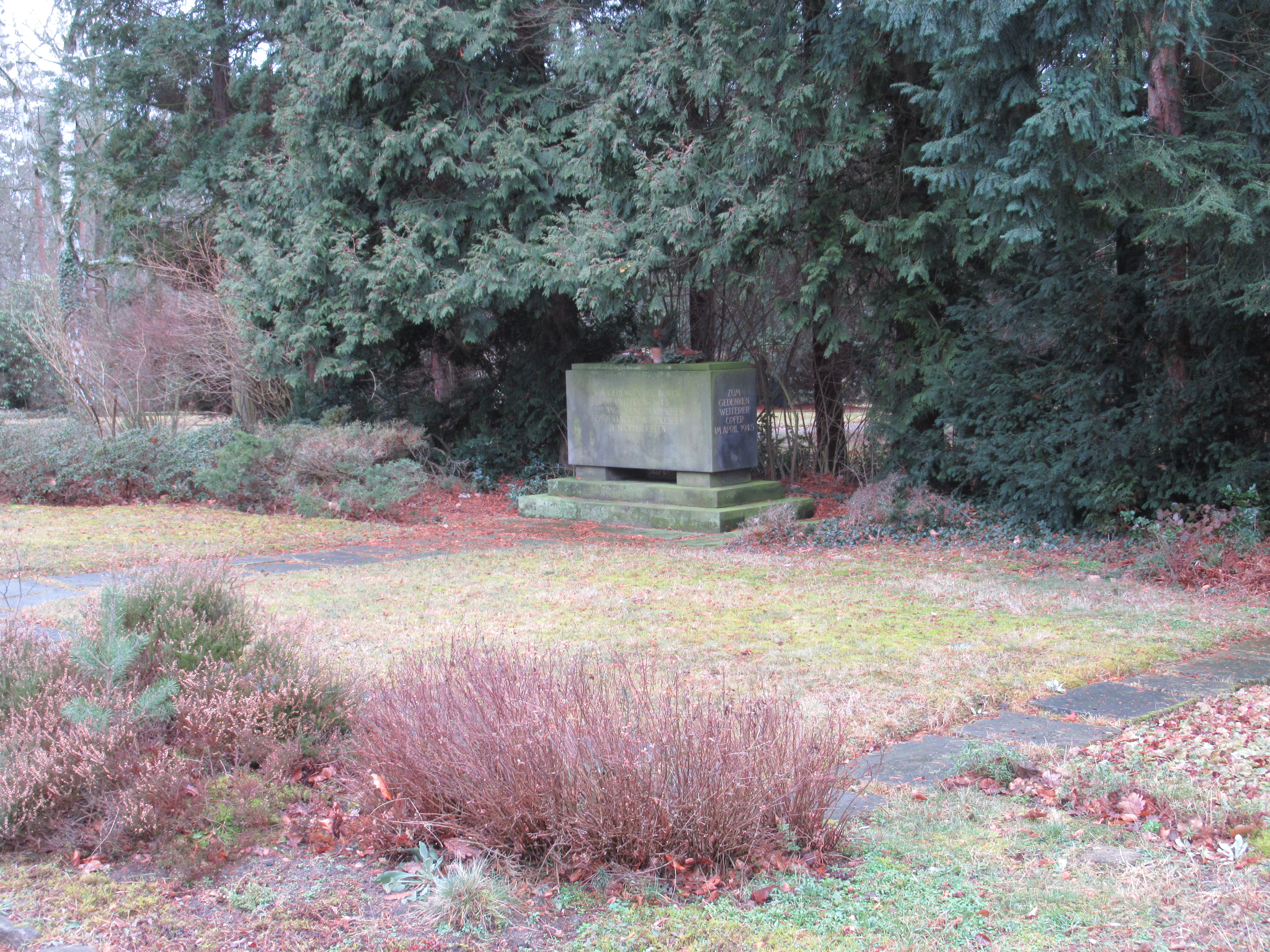
Sammelgrab Bombenopfer auf Nordfriedhof: Feuerwehr, Wehrmacht (2020)
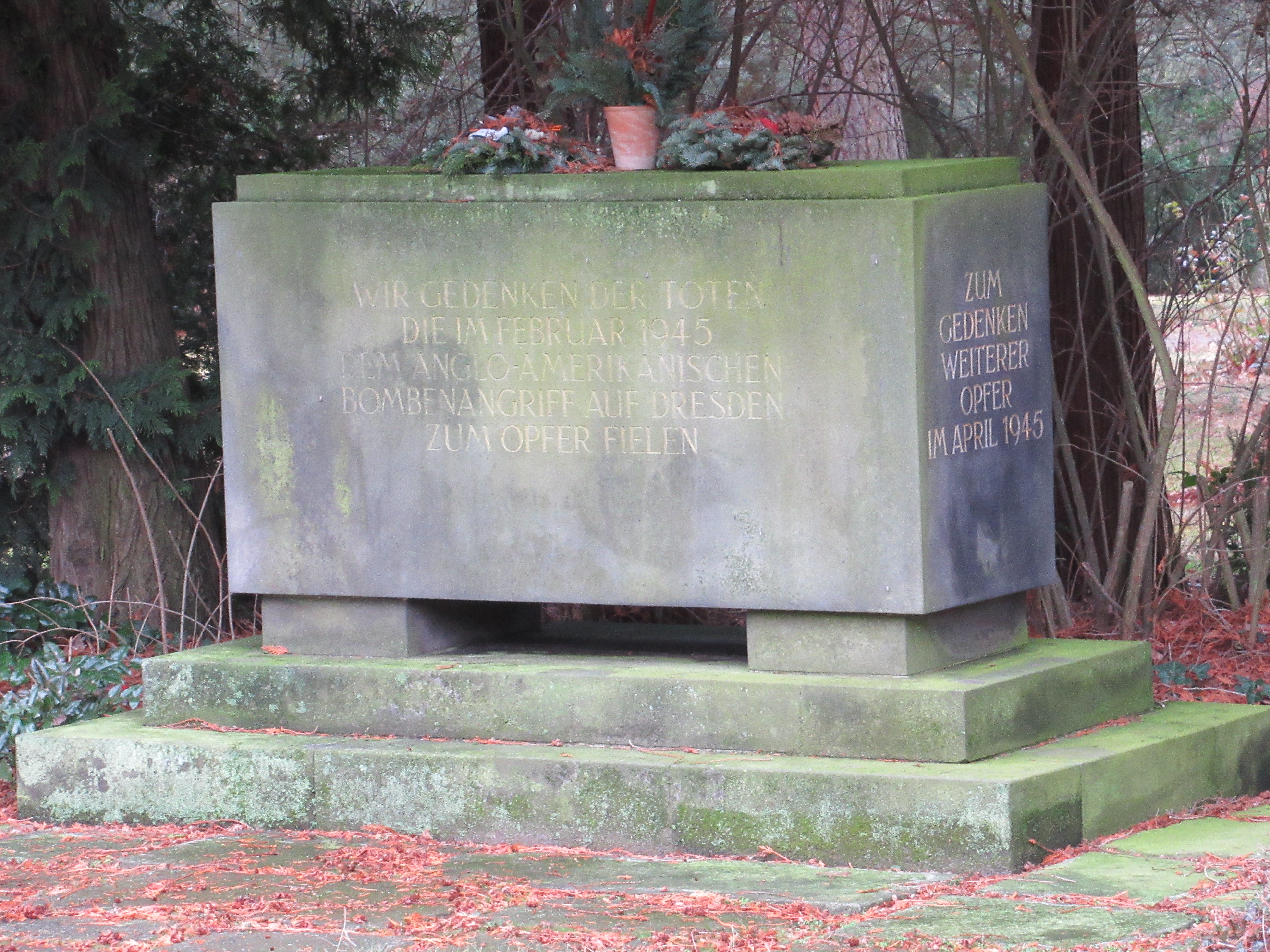
Gedenkstein über Sammelgrab für Einsatzkräfte auf Nordfriedhof (2020)
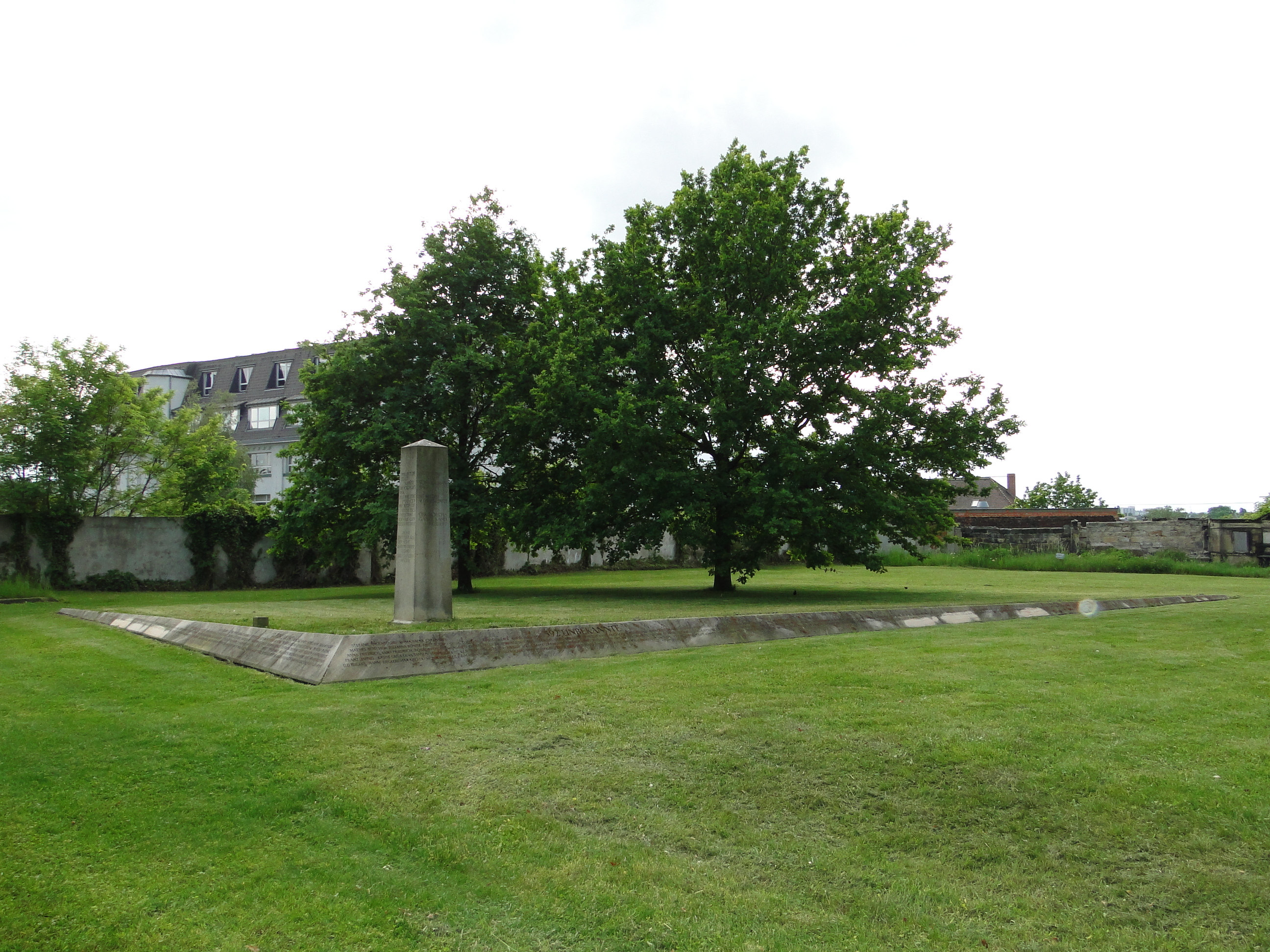
Gedenkstätte über Gräberfeld Alter Annenfriedhof (2012), 740 Luftkriegstote
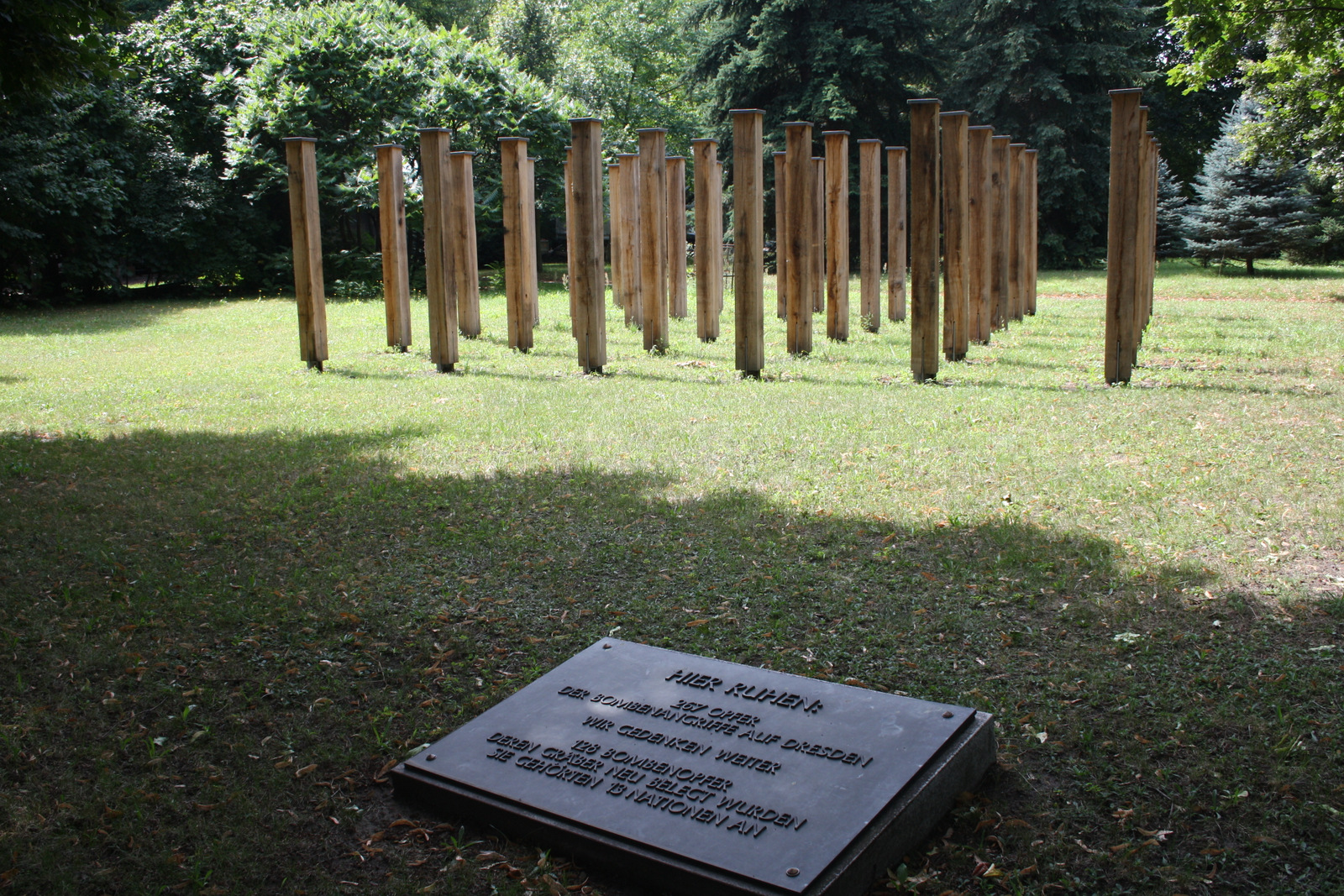
Stelen und Bronzeplatte für 267 Opfer der Bombenangriffe auf Neuem Kathol. Friedhof (2015)
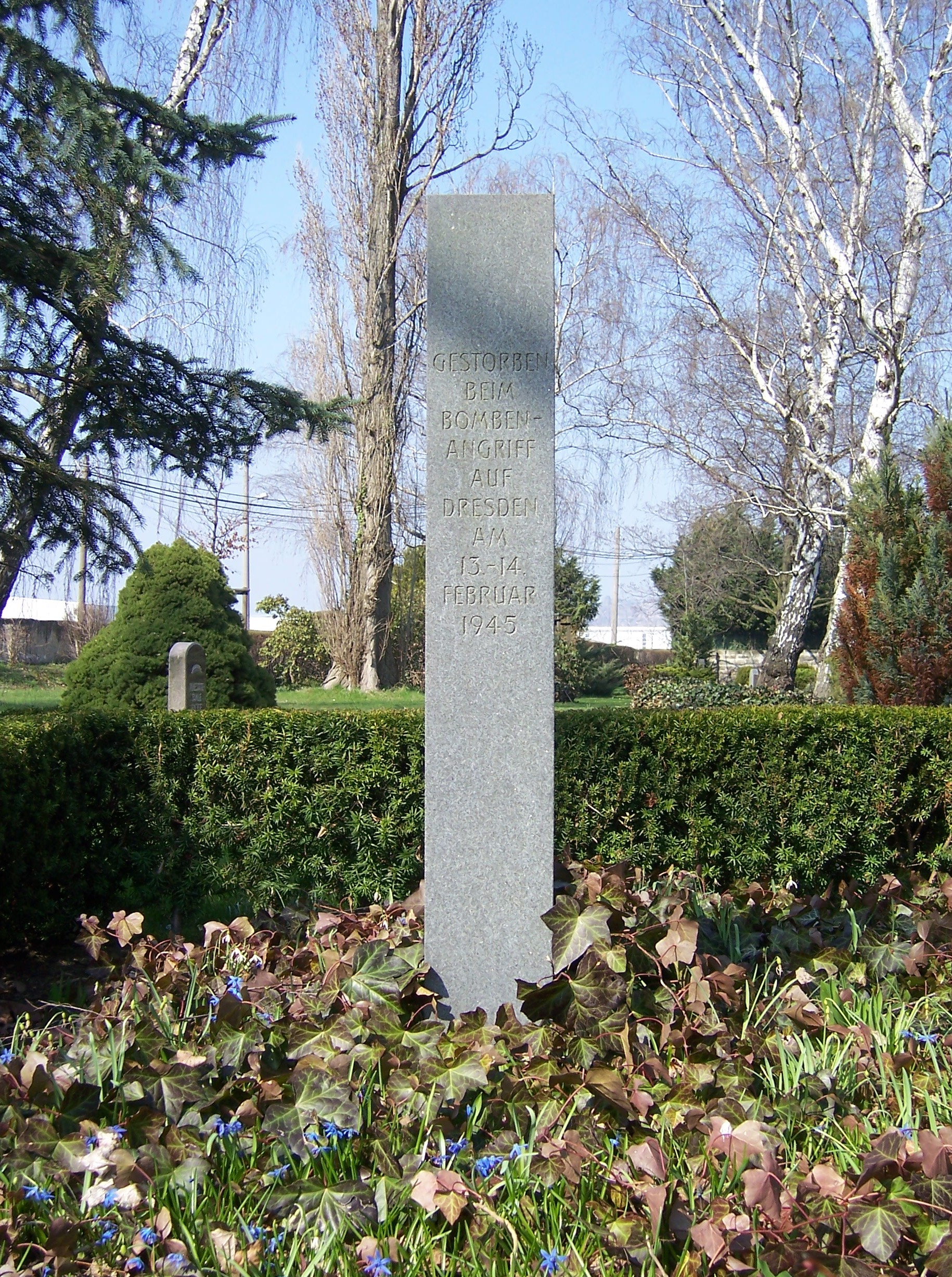
Sammelgrab mit Stele auf „3. Friedhof“ in Kaditz für 59 zivile Bombenopfer (2009)
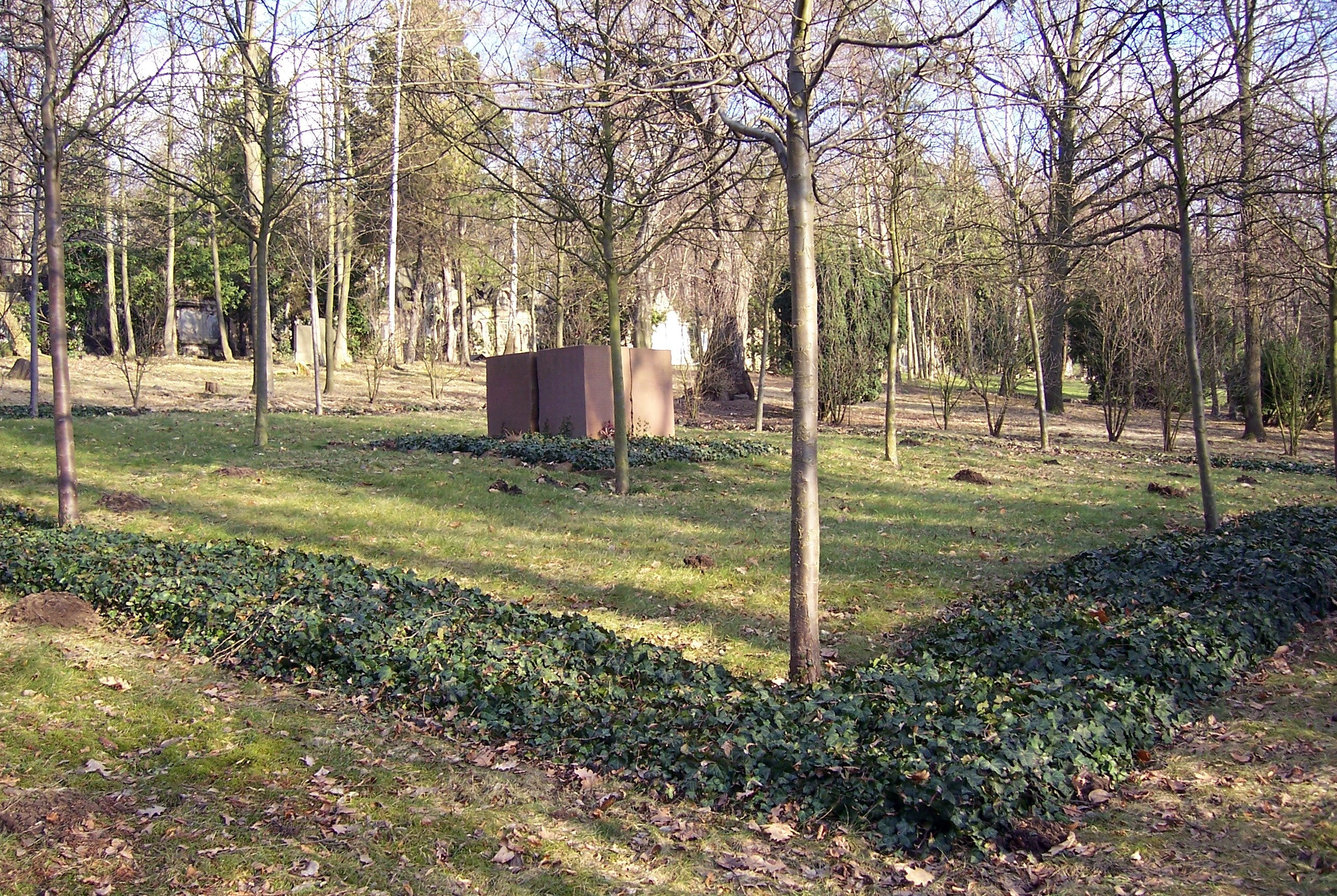
Viergeteilter Quader auf St.-Pauli-Friedhof, ein Teil mit Namen der 200 Bombenopfer (2009)
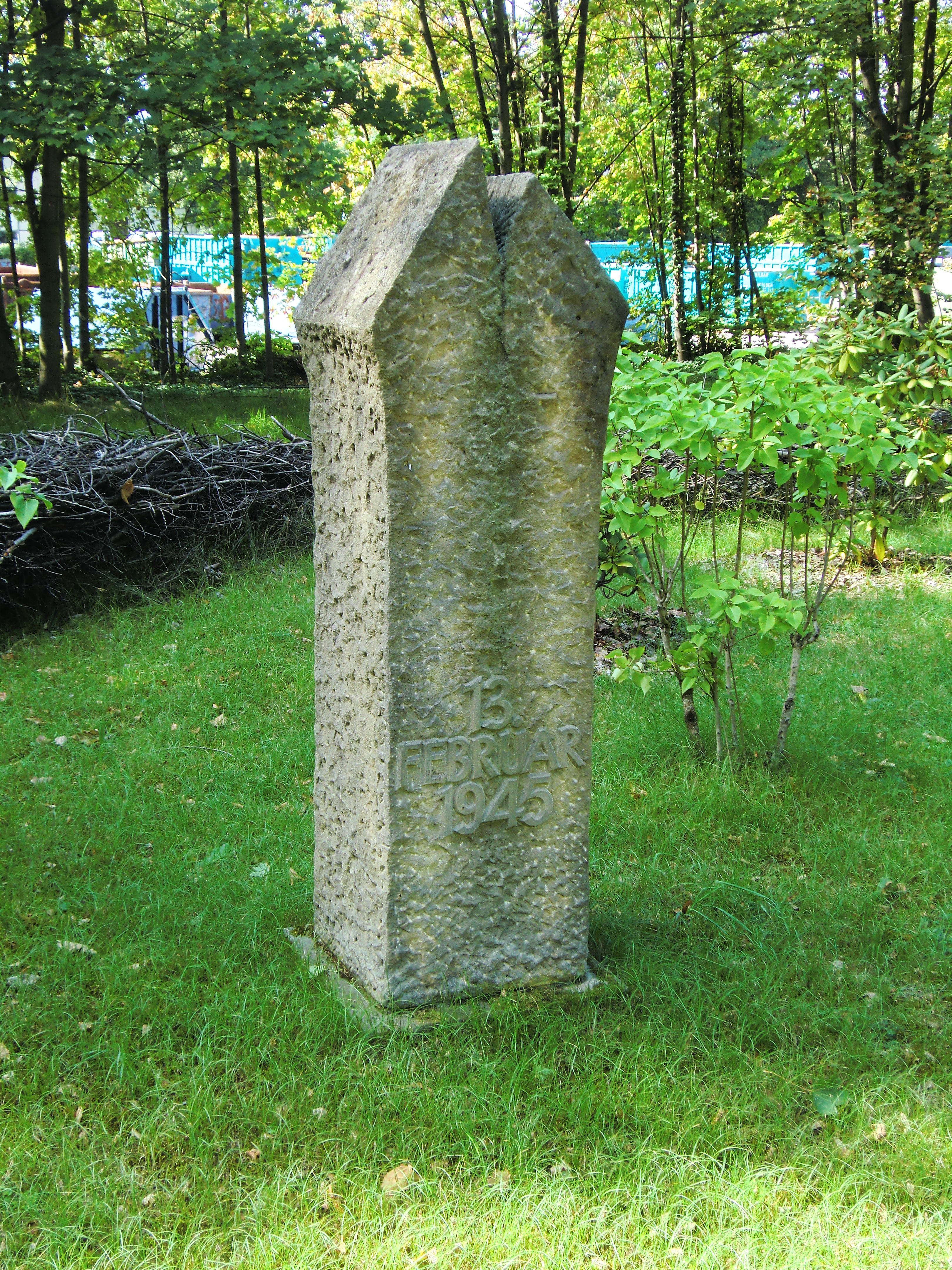
700 Opfer der Luftangriffe auf Äußerem Matthäusfriedhof (2015)
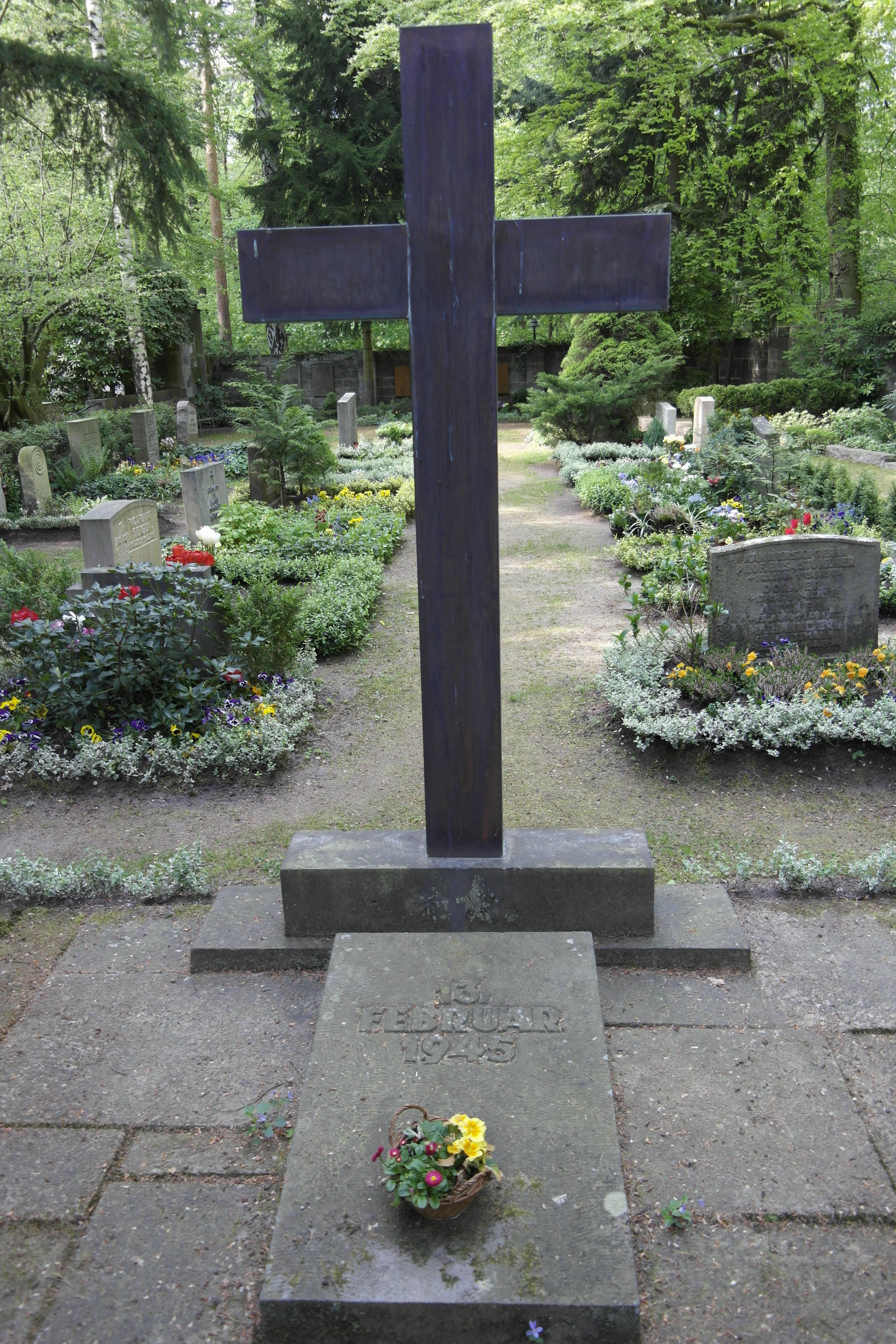
Bombenopfer auf Waldfriedhof Weißer Hirsch (2016)

## Rezeption

### NS-Propaganda
Das Reichsministerium für Volksaufklärung und Propaganda unter Joseph Goebbels benutzte die Angriffe für nationalsozialistische Propaganda: In der Inlandspropaganda ging es dabei vor allem darum, die negativen Auswirkungen der Zerstörungen auf die Bevölkerung aufzufangen. In der Auslandspropaganda sollte generell der alliierte Bombenkrieg als lange vorbereiteter und planmäßiger Vernichtungsfeldzug dargestellt werden, wofür auch vorgeprägte und verbindliche Sprachregelungen (z. B. Bomber Harris) zum Einsatz kommen sollten.
Im Verlauf des 15. Februar 1945 erarbeitete das NS-Propagandaministerium einen ausführlichen Kommentar zur Zerstörung Dresdens, der noch am Nachmittag des gleichen Tages über das Deutsche Nachrichtenbüro (DNB) in alle Welt verbreitet und in den Sendungen der fremdsprachigen Rundfunkpropaganda gesendet wurde. Im Mittelpunkt der Schilderungen stand „die Zerstörung der Kunststadt Dresden“, „einem Wallfahrtsort für alle Kunstliebhaber“, in der „hunderte Engländer der gebildeten Schicht“ ausgebildet worden waren oder „in den ausgezeichneten Sanatorien“ Heilung gefunden hätten. Trotzdem sei, so die NS-Propagandisten, die Stadt, „die nicht nur zu den Juwelen Deutschlands, sondern Europas gezählt wird“, gerade von den Engländern und Amerikanern zerstört worden. Der DNB-Kommentar behauptete weiter, Dresdens Industrie sei unbedeutend für den Krieg, die militärisch wichtigen Bahnanlagen befänden sich nicht im Zentrum, auch habe der Brandbombeneinsatz – anders als in britischen Medien behauptet (und so auch am 14. Februar 1945 verbreitet) – nicht Eisenbahnanlagen gegolten, die man damit nicht zerstören könne, sondern dass Baudenkmale und Wohngebiete getroffen werden sollten. Solche Terrorangriffe seien schon lange als militärisch sinnlos erwiesen und die Rote Armee wende sie auch nicht an. Der Text aus dem NS-Propagandaministerium schloss, dass das deutsche Volk durch eine Kapitulation nichts gewinnen könne und was es verlieren würde, wenn es jemals in die Hände der feindlichen Gegner geriete.
Hier fanden sich die beiden Anknüpfungspunkte der NS-Propaganda: Für die NS-Inlandspresse, die Bombardierung als lange geplanten Massenmord und Vernichtung einer abendländischen Kulturhauptstadt, also als Verbrechen von „Barbaren“ gegen die Zivilisation, darzustellen, und vor allem den Durchhaltewillen und die Furcht vor der Unmenschlichkeit der Gegner zu schüren. Für die Auslandspresse genügte es, Dresden als für die Kriegführung unbedeutende Kunststadt darzustellen und die Luftangriffe als ohne militärischen Sinn (also sinnlos), um das Meinungsbild in der gegnerischen und neutralen Ländern zu beeinflussen, um die deutsche Kriegsschuld zu relativieren und eine Opferrolle der Deutschen zu behaupten.
Die NS-Inlandspresse folgte diesen Vorgaben sofort, wobei die überregionalen Medien sich zunächst strikt auf die Zerstörung der kulturellen Werte konzentrierten und beschrieben, durchweg in der Vergangenheitsform („Dresden war…“), zum Teil in entrückt-lyrischem Duktus das „Gesamtkunstwerk“, das „berühmte Panorama“, die „herrlichen Bauten“ – lediglich die Dresdner NS-Tageszeitung Freiheitskampf ging auf den „Durchhaltewillen“ ein. Die britische und amerikanische Auslandspresse hingegen wurde in diesen Tagen von Schlagzeilen dominiert, die die „bis dahin stärksten Luftschläge … gegen Deutschland“ thematisierten und in denen Dresden ein wichtiges Thema war: Seitdem ist jedoch und noch bevor Nachrichten über die tatsächlichen Auswirkungen bekannt wurden, der Name Dresden – fälschlicherweise – mit Superlativen einer gewaltigen Bomberoffensive verknüpft.
Noch am 15. Februar 1945 (und in den Folgetagen) gelang es jedoch dem NS-Propagandaministerium, die letzten in Berlin verbliebenen Auslandskorrespondenten der neutralen schwedischen Presse für die Thematik zu interessieren, was die einzige verbliebene Möglichkeit war, auf die Öffentlichkeit anderer Länder Einfluss zu nehmen. So erschien am 16. Februar ein erster Bericht in Stockholms Dagens Nyheter als Inferno in Dresden – Unerhörte Anzahl Tote, in dem Dresden geschildert wird als „einziges brennendes Inferno … in dem die Menschen zu mehreren Zehntausenden den Tod fanden und … alle weltbekannten kulturhistorischen Bauwerke ganz oder teilweise zerstört wurden.“ In diesem Bericht wird erstmals die hohe Zahl von Ostflüchtlingen in Dresden erwähnt, die sich in der Stadt befanden hätten. Diese Angabe stammte ebenfalls aus dem NS-Propagandaministerium, da es allen Auslandskorrespondenten verwehrt war, Berlin zu verlassen. Diese Angaben werden dann am 17. Februar 1945 durch das Svenska Morgonbladet vertieft und es benennt 100.000 Tote, begründet sei das, dass sich in der Nacht vom 13. zum 14. Februar 1945 insgesamt 2,5 Millionen Menschen in der Stadt befunden hätten.
Den Berichten folgte nun wiederum die alliierte Presse, die in Zitaten der neutralen und für glaubwürdig angesehenen schwedischen Presse folgte, so sei Dresden vollständig zerstört: „atomized“ und „pulverized“ (New York Times aus Stockholms Tidningen), oder „Noch nie während des Krieges ist eine Stadt so zerstört worden“ (Toronto Daily Star aus Expressen). Am 20. und 25. Februar 1945 folgen im Svenska Dagbladet weitere Beschreibungen als „Crescendo der Bombenverwüstungen“ und nunmehr als Zahl „fast 200.000 Tote“. Diese beiden Berichte, die auf subtile Weise durch das NS-Propagandaministerium gesteuert waren, weisen damit nahezu alle Elemente auf, die in den Folgejahren und in Teilen bis heute das rezipierte Bild der Zerstörung ausmachten bzw. ausmachen: Dresden als überaus wertvoller Ort von Kunst und Kultur, kein Wort (mehr) über die militärische Bedeutung der Stadt, keine Einbeziehung in den Kontext des Kriegsverlaufes, eine angeblich hohe Zahl von Flüchtlingen, die zur Begründung der Opferzahlen herangezogen wurde, eine nahezu vollständige Zerstörung, die Katastrophe als einzigartig: Das Auswärtige Amt und das NS-Propagandaministerium unternahmen keinen Versuch der Korrektur, obwohl andere Informationen bereits vorlagen, im Gegenteil. Das Auswärtige Amt wies seine Diplomaten am 19. Februar an, in der Auslandspresse den angelsächsischen Bombenkrieg und dessen deutsche Opfer zu betonen und später, Anfang März, sich auch auf den Satz in Svenska Dagbladet vom 25. Februar 1945 zu beziehen: „Eher 200.000 als 100.000 Todesopfer“.
In dieser Situation passierte der alliierten Presse zudem noch der folgenschwere Fehler, dass in einer eher routinemäßigen Pressekonferenz in Paris am 16. Februar 1945 auf eine Frage von Howard Cowan für Associated Press nach den Gründen für die Flächenbombardements der anwesende britische Presseoffizier antwortete („hauptsächlich Verkehrsanlagen“ zur Verhinderung des Nachschubs und eher beiläufig, „die Reste der deutschen Moral zu zerstören“), was einerseits den Journalisten zur Formulierung veranlasste: „… Entscheidung getroffen, absichtliche Terrorbombardements deutscher Bevölkerungszentren durchzuführen, als rücksichtsloses Mittel zur Beschleunigung von Hitlers Untergangs“, andererseits ließ der Militärzensor diese Meldung passieren. Während sie in Großbritannien noch in der Nacht gestoppt wurde, erschien sie in den USA, und auch Radio Paris hatte sie bereits gebracht, auch mit dem von der NS-Propaganda gebrauchten Begriff. Mit einer Richtigstellung sollte diese Aussage am 17. Februar endgültig zurückgeholt werden, nunmehr bezog sie sich gänzlich auf Dresden: Ziel sei gewesen, „den Verkehr zu lähmen und die Bewegung von Truppen … zu verhindern. Die Tatsache, dass die Stadt mit Flüchtlingen überfüllt war, ist reiner Zufall.“ Auch wenn der Punkt „mit Flüchtlingen überfüllt“ nicht zutraf, konnte seitens des NS-Propagandaministeriums die Dresden-Debatte auf einen neuen Punkt gelenkt und insbesondere die Inlandspropaganda neu entfacht werden, was zunächst am 21. Februar 1945 im Dresdner Freiheitskampf mit der Schlagzeile Zynischer Ablenkungsversuch der Luftgangster begann.
Anfang März schien es geboten, den Stand weiter auszubauen und zu festigen. Rudolf Sparings Artikel „Der Tod von Dresden: Ein Leuchtzeichen des Widerstands“ in der NS-Zeitschrift Das Reich vom 4. März 1945 stellte die Angriffe als „vier Akte eines kühl berechneten Mord- und Vernichtungsplanes“ dar und leitete eine weitere Phase der NS-Propagandakampagne ein. Ein in Länge, Inhalt und Diktion überaus ungewöhnlicher Aufsatz, den der Schriftleiter verfasst hatte, bezeichnet Neutzner als ein Meisterwerk seiner Gattung. Sparing vermied jede Schilderung, die als Übertreibung gewertet werden konnte, vermied jede schroffe Wertung, die Sprache im Vergleich zu Tageszeitungen zurückhaltend, ungewöhnlich die Offenheit (die jedoch sorgfältig dosiert wurde). Selbst die Zahl der Toten wurde von Sparing nicht maßlos übertrieben, allerdings dramaturgisch gesteigert durch den Verzicht auf jede Identifizierung, was nicht der Wahrheit entsprach. Auch die ausführliche Beschreibung der Angriffe selbst verbanden bis dahin nie öffentlich geäußerte Details mit einer subtilen Schilderung einer unschuldigen Stadt, wobei er Zahlenangaben und Abläufe schilderte, die bis heute die Erinnerung an das Geschehen beeinflussen. So ist hier erstmals öffentlich der Tieffliegerbeschuss eingeführt worden:

„Um Mitternacht erschien am glutroten Himmel des Elbtals eine zweite britische Luftflotte und richtete mit Sprengbomben und Bordwaffen unter den Menschenmassen auf den Grünflächen ein Blutbad an, wie es bis dahin allenfalls die Fantasie eines Ilja Ehrenburg hätte ersinnen können.“

Widerstand gegen die angeblich mordbereiten Alliierten sei daher der einzige „Ausweg“ für die Überlebenden.
Inhalt und Vertrieb erwiesen sich als erfolgreich: Im Inland druckte die NS-Presse ganz oder in großen Passagen den Text nach und er wurde überall positiv aufgenommen. Sprache und Duktus machten die Mitteilungen vertrauenswürdig, die Schilderungen deckten sich mit umlaufenden Erzählungen von Augenzeugen. Im Ausland griffen die Nachrichtenagenturen den Text auf und verbreiteten große Teile als Zitat, die von praktisch allen großen Zeitungen der USA, Großbritanniens und vieler weiterer Länder nachgedruckt wurden. So titelte die Irish Times mit einem Bild der Elbsilhouette vor der Zerstörung: Dresden ausgelöscht, die New York Times schrieb: „Dresden, eine der ältesten und am meisten geliebten deutschen Städte, hat aufgehört zu existieren.“ Die Washington Post brachte Sparings Einschätzung: „Die Dresdner Katastrophe ist ohne Beispiel.“ Er steckte aber auch einen Rahmen für individuelle Erinnerungen ab und ging auch ungeprüft in die deutsche Nachkriegsliteratur und den Geschichtsrevisionismus ein.
Dieser Sparing-Text war praktisch den gesamten März 1945, in Portugal bis Anfang April, Grundlage für Presseberichte unterschiedlichster Art, soweit auf diese die jeweiligen Gesandtschaften Einfluss nehmen konnten. Das Symbol Dresden (Neutzner nennt es auch Chiffre Dresden) war damit binnen Wochen als vermeintlich größtes Verbrechen des Krieges positioniert.
Der letzte Schritt der NS-Propaganda – weitere waren nicht mehr möglich –, war, den greisen Dichter Gerhart Hauptmann, der am 13. Februar 1945 mit seiner Ehefrau Margarete in Weidners Sanatorium im Stadtteil Wachwitz weilte, zu einem Text über das Inferno zu bewegen. Hauptmanns Worte, die er, zurückgekehrt an seinen schlesischen Wohnsitz verfasste, beginnen: „Wer das Weinen verlernt hat, der lernt es wieder beim Untergang Dresdens. …“ Er wurde am 29. März 1945 im deutschen Rundfunk verlesen und der deutschen Auslandspropaganda zur Verfügung gestellt, die ihn am 9. April 1945 in Stockholm veröffentlichen konnte.

### Sowjetische und DDR-Propaganda
Im Kalten Krieg behinderten erneut ideologische Vorgaben die historische Erforschung des Kriegsverlaufs und die Trauerarbeit der Beteiligten. Die Nachkriegspropaganda in der Sowjetischen Besatzungszone vermied, Schuldfragen zu stellen, die folgende DDR würdigte den Einsatz für den Wieder- bzw. Neuaufbau, um sich so von den Nationalsozialisten distanzieren und in den offiziellen Antifaschismus zu integrieren. Das sowjetische Militärregime verbot zunächst öffentliche Schuldzuweisungen an die Westalliierten. Dresdens erster Nachkriegsbürgermeister Walter Weidauer erwähnte sie beim Gedenktag am 13. Februar 1946 nicht, betonte aber, die Rote Armee habe keine Bombenangriffe auf Zivilisten durchgeführt und die Zerstörung Dresdens sei „militärisch vollkommen sinnlos“ gewesen.
Bereits kurz nach Ende des Krieges wurde an die Zerstörung, so der Historiker Matthias Neutzner, in vorgefügten Formen erinnert, die sich in einigen zentralen Aussagen vom tatsächlichen Geschehen und von objektiven Wertungen unterschieden. Darauf aufbauend, gelang es nach Ansicht Neutzner schließlich mit der Gedenkveranstaltung im Februar 1950 alle Konstanten der Erzählung von der Zerstörung Dresdens auszuformen (die zu weiten Teilen auf die NS-Propaganda zurückgingen bzw. direkt von dort übernommen wurden), die bis zum Ende der DDR als Geschichtspolitik tauglich blieben: Das war das symbolhafte Beispiel für den Schrecken des Bombenkrieges auf eine der schönsten Städte Europas (Einzigartigkeit in Schönheit, Kulturwert und Zerstörung), das Verdrängen oder Verschweigen der NS-Zeit Dresdens und deren Einbindung in die Abläufe des Zweiten Weltkrieges (Die unschuldige Stadt und die Sinnlosigkeit der Zerstörung) sowie als neues Motiv (unter Ausblendung der tatsächlichen Abläufe) die Luftangriffe auf Dresden dem Ende des Krieges zugerechnet, wobei dieses allein der Roten Armee zu verdanken gewesen sei.

### Legenden
Ein fester, in stereotypen Motiven überlieferter Bestandteil der Nachkriegsliteratur zu Dresden sind Augenzeugenberichte von angeblichem Phosphor-Regen und Tiefflug-Angriffen auf Flüchtlinge. Historiker haben diese Berichte seit 1977 mehrfach überprüft und festgestellt, dass es Legenden sind, die zum Teil von der NS-Propaganda geschaffen wurden und zum Teil auf Fehldeutungen von Sinneseindrücken beruhen.
Goetz Bergander, der die Luftangriffe auf Dresden miterlebt hatte, wies 1977 nach, dass die RAF im Zweiten Weltkrieg nie flüssigen Phosphor eingesetzt, diesen zeitweise nur als Anzünder in Brandbomben verwendet und keine solchen Brandbomben bei den Luftangriffen auf Dresden benutzt hatte. Joseph Goebbels hatte nach der Operation Gomorrha 1943 gegen die Panik in der Bevölkerung zutreffend betont, in Deutschland sei „noch niemals Phosphor abgeregnet“ worden, das sei eine optische Täuschung beim Aufschlag anderer Bombentypen. Bergander nahm an, dass Dresdner Augenzeugen weiße Leuchtgranaten und Stabbrandbomben mit leuchtendem Phosphor verwechselt hatten. Auch Helmut Schnatz schloss das „Abregnen“ von weißem Phosphor in Dresden aus, da Phosphorkautschuk dazu ungeeignet war und damals allenfalls als Brandbeschleuniger in Bombenkanistern verwendet wurde.
Die NS-Propaganda behauptete seit Mai 1944 systematische alliierte Tieffliegerangriffe auf Zivilisten, um Lynchmorde an notgelandeten alliierten Piloten („Fliegermorde“) zu rechtfertigen. Die Behauptung von Rudolf Sparing am 4. März 1945, eine zweite britische Luftflotte habe Flüchtlinge auf den Elbwiesen gezielt bombardiert und beschossen, gilt als Ursprung der Tieffliegerlegende. Diese wurde dann immer weiter kolportiert, etwa von Axel Rodenberger (Der Tod von Dresden, 1951), Max Seydewitz (Zerstörung und Wiederaufbau von Dresden, 1955) und dem späteren Holocaustleugner David Irving (Der Untergang Dresdens, 1963). Irving behauptete mit der Umdeutung von USAAF-Akten Tiefflugangriffe nur bei den Tagesangriffen ab dem 14. Februar.
Augenzeugen, die am 14. und 15. Februar als Flüchtlinge im Raum Dresden unterwegs waren, schilderten später Angriffe einzelner Tiefflieger. Details ihrer Erinnerungen wie die Außenmarkierungen der US-Flugzeuge sind nachweislich falsch. Keiner dieser Berichte gilt daher als historisch zuverlässig. Bergander fand heraus, dass die wenigen glaubhaften Berichte sich nur auf den Tagesangriff vom 14. Februar 1945 bezogen und weder die Polizeiberichte jenes Tages noch die Wehrmachtberichte, die sonst jeden Tieffliegerangriff vermerkten, dergleichen erwähnten. Sie belegten nur Tiefflüge einer Bomberstaffel auf dem Weg nach Prag, weitab von Dresden, und einen Luftkampf zwischen US-Begleitjägern und deutschen Jägern bei Dresden am Mittag des 14. Februar. Bergander folgerte:

„Bei einer Verfolgungsjagd in Bodennähe können Geschossgarben auch im Boden einschlagen, und es ist ganz natürlich und psychologisch verständlich, dass Menschen im Freien Maschinengewehrsalven als auf sich abgefeuert erleben.“

Auch Sven Felix Kellerhoff nahm 2007 an, dass Dresdner Zeugen ihre Erinnerung mit Fremdberichten von Tieffliegerangriffen verschmolzen haben.
Auch Schnatz schloss nächtliche Tiefangriffe am 13. Februar 1945 aus, da sich tieffliegende Jagdflugzeuge und höher fliegende Bomber während der Bombardierung gegenseitig gefährdet hätten und der Feuersturm nach dem ersten Nachtangriff Tiefflug über der brennenden Innenstadt unmöglich gemacht habe. Bei den folgenden Tagesangriffen hätten die Begleitjäger, wie bei US-Operationen typisch, eigene Angriffe allenfalls nach dem Abflug der Bomber starten können. Auch das hält Schnatz wegen der dichten Bewölkung und begrenzten Treibstoffmenge für unwahrscheinlich. Er überprüfte die damaligen Befehlsketten der RAF und USAAF und stellte fest: Die alliierten Begleitjäger sollten beim Ausbleiben eines Luftkampfs sonst nahe Bodenziele angreifen. Doch weder Militärbefehle noch Pilotenaussagen noch Angaben der Nationalsozialisten in Meldungen oder Totenscheine erwähnen Tieffliegerangriffe in Dresden. Der 8th Air Force wurde explizit verboten, im Luftraum Dresden einzugreifen. Ein RAF-Befehl an die amerikanischen Mustangs, den Straßenverkehr in Dresdens Umgebung zu beschießen, um das Chaos zu vergrößern, habe sich auf Gelegenheitsziele entlang des Rückwegs nach England bezogen.
Gegen diese Forschungsergebnisse protestierten im Jahr 2000 viele Dresdner Zeitzeugen. So wurde Schnatz bei der Vorstellung seines Buchs gestört.
Die Dresdner Historikerkommission befragte bis 2005 164 Zeitzeugen zu Tieffliegern am 13. und 14. Februar 1945, von denen 103 genauere Zeit- und Ortsangaben dazu machten. Sechs der in Frage kommenden Gebiete waren als Freiflächen zugänglich. Der beauftragte Kampfmittelräumdienst fand dort bei einer systematischen Suche mit Metalldetektoren keine Geschosse, die sich auf Tieffliegerangriffe zurückführen ließen. Nach diesem Forschungsergebnis wird direkter Beschuss von Flüchtenden in Dresden weitgehend ausgeschlossen.

### Erzählerische Dramatisierung
Bis heute werden die Luftangriffe auf Dresden in Erlebnisberichten, Dokumentationen, Romanen und Spielfilmen verarbeitet. Kurt Vonnegut, der als US-Kriegsgefangener die Bombardierung Dresdens miterlebte, schrieb dazu den Roman Schlachthof 5 oder Der Kinderkreuzzug, der nach dem Städtischen Vieh- und Schlachthof im Ostragehege benannt ist. Alexander McKee, britischer Kriegsberichterstatter, veröffentlichte einen Erlebnisbericht mit dem deutschen Untertitel „Das deutsche Hiroshima“. Axel Rodenberger gab seine Sammlung von Augenzeugenberichten von 1951 mitsamt seinen Kommentaren 1995 neu heraus.
Matthias Neutzner zufolge stellten solche Erzählungen die Angriffe häufig als plötzliche, unerwartete, sinnlose Zerstörung einer einzigartigen und unschuldigen Stadt kurz vor dem absehbaren Ende des Krieges dar. Dies habe dazu beigetragen, dass sich in der kollektiven Erinnerung der Ereignisse ein emotionaler Kern verfestigte. Die Bombardierung Dresdens wurde im Englischen zu einer festen sprichwörtlichen Wendung: Like Dresden bezeichnet ein verheerendes Feuer oder die Zerstörung von Kulturgütern. Die als prächtige Residenz weithin bekannte, nahezu unbeschädigte Stadt sei aber auch im Februar 1945 noch ein kriegswichtiges Ziel gewesen und nicht allein „die unschuldige Kulturschöne“.

### Forschung zu Opferzahlen

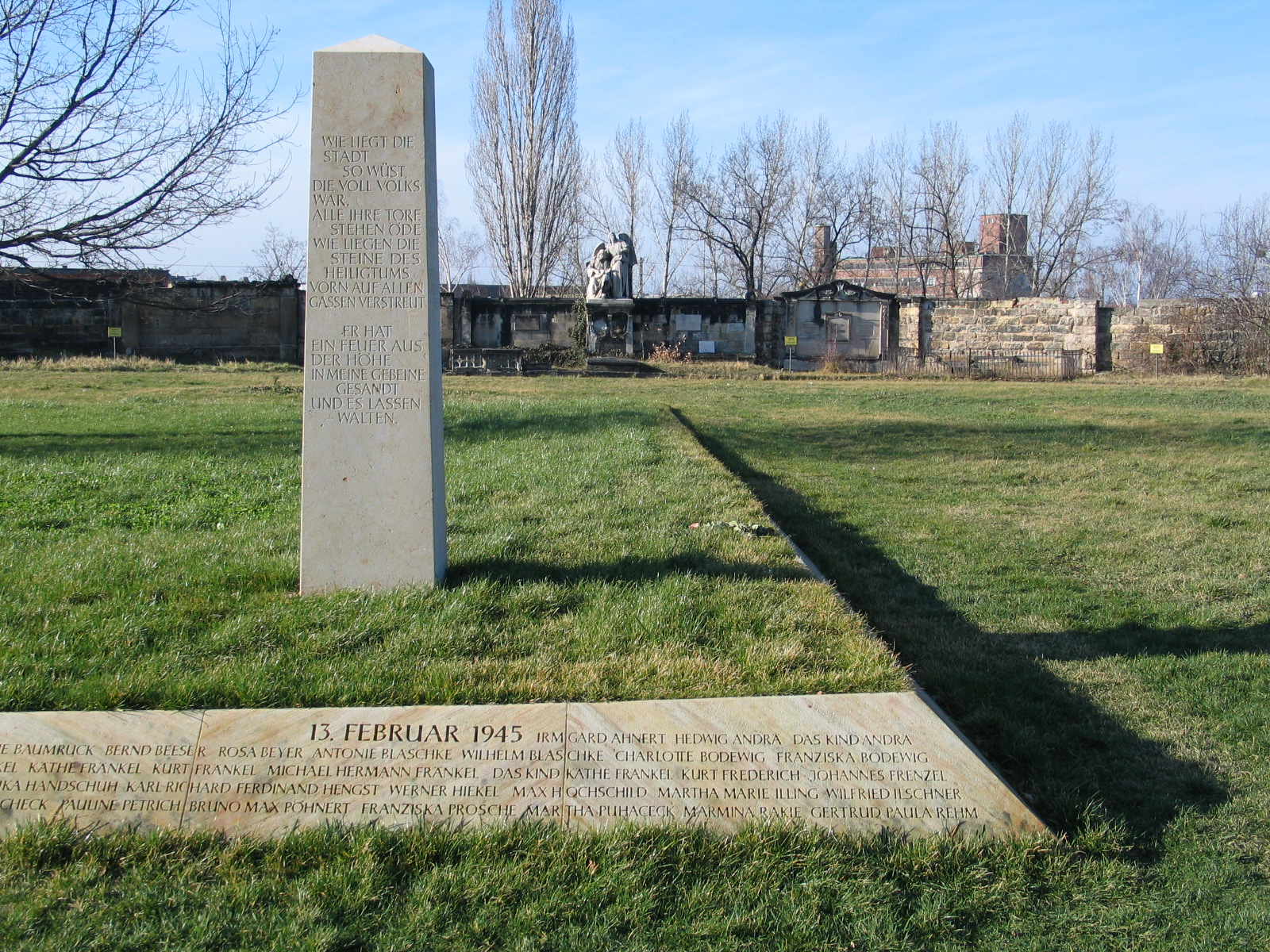
Gedenktafel für die Opfer des 13. Februar 1945 auf dem Alten Annenfriedhof in der Dresdner Südvorstadt, mit dem Beginn der Klagelieder Jeremias als Zitat

Die NS-Behörden hielten die Berichte über geborgene Tote geheim und lancierten zugleich übertriebene Zahlen an die Auslandspresse, die sie dann wiederum zitierten. So brachten sie sechsstellige Opferzahlen in Umlauf, auf die sich Rechtsextremisten und Geschichtsrevisionisten bis heute berufen.
Die schwedische Zeitung Svenska Morgonbladet vermutete am 17. Februar 1945 „gegenwärtig … 100.000“, am 27. Februar 1945 „näher bei 200.000“ Tote. 1948 erwähnte das Internationale Komitee vom Roten Kreuz über 275.000 „gemeldete“ Tote im Raum Dresden. Die Zahl beruhte auf ungeprüften Angaben von NS-Behörden; der Rote-Kreuz-Gesandte hatte nur Kriegsgefangenenlager außerhalb der Stadt besucht und keine schriftlichen Dokumente über Todesopfer erhalten. Axel Rodenberger schrieb 1951 von 350.000 bis 400.000 Toten, die ein ungenannter „Leiter des Propagandaamts“ nach Berlin gemeldet habe. F. J. P. Veale schrieb 1954 in Der Barbarei entgegen von 300.000 bis 500.000 Toten. David Irving schätzte 1963 in seinem Buch Der Untergang von Dresden bis zu 250.000 Tote und blieb in späteren Auflagen bei einer unbelegten Schätzung von 135.000 Toten. Diese habe ihm 1961 ein Hanns Voigt mitgeteilt, der 1945 Leiter der Dresdner Vermisstennachweis-Zentrale gewesen sei. Ob dieser Zeuge überhaupt an der Opferbergung beteiligt war, ist unbelegt. Hans Dollinger schrieb 1973 von 250.000, Rolf Hochhuth 1974 mit Berufung auf Irving von 202.000, die Süddeutsche Zeitung 1975 von 135.000, Die Welt von „250.000 oder gar 400.000“ Toten. Der ehemalige Dresdner Generalstabsoffizier Eberhard Matthes behauptete in einem 1989 bis 1992 verfassten Bericht: Auf einen „Führerbefehl“ vom 30. April 1945 habe man nach Rücksprache mit allen Dresdner Dienststellen dem Führerbunker in seinem Beisein telefonisch 35.000 (nach Bergander: 3.500) identifizierte, 50.000 identifizierbare und 168.000 unkenntliche Leichen, also insgesamt 253.000 Tote gemeldet. Damalige Dresdner Vertreter der Wehrmacht mit Direktkontakt zum Führerbunker gaben jedoch an, nie solche Zahlen gehört zu haben, und bestritten, dass Adolf Hitler am Tag seines Suizides noch eine solche Meldung angefordert hätte. Wolfgang Schaarschmidt folgte 2005 erneut der unbelegten Schätzung jenes Hanns Voigt.
Interne NS-Dokumente hatten diese spekulativen Zahlen nicht zum Inhalt. Die Zeitung Das Reich sprach am 4. März 1945, als Bergungsergebnisse schon vorlagen, von „zehntausenden“ gefundenen Toten. Goebbels sprach bei einer Konferenz in Görlitz am 6. März 1945 nach Berichten von Teilnehmern von „40.000“ Todesopfern, für die Hitler ebenso viele alliierte Piloten ermorden wolle. Eine „Schlussmeldung“ des „Befehlshabers der Ordnungspolizei Berlin“ (BdO. Berlin) stellte am 22. März 1945 für das Datum 10. März 1945 fest: „18.375 Gefallene, 2212 Schwerverwundete, 13.718 Leichtverwundete.“ Von den Toten seien 50 % identifizierbar; die „Gesamtzahl der Gefallenen einschl. Ausländer“ wurde „auf etwa 25.000 geschätzt“. Ein am selben Tag erlassener Tagesbefehl 47 berichtet von 20.204 geborgenen Toten und schätzt, dass sich diese Zahl wahrscheinlich auf 25.000 erhöhen werde. Der Entwurf der Schlussmeldung, geschrieben am 15. März 1945, wurde von Walter Weidauer 1965 publiziert; das endgültige Dokument vom 22. März 1945 des BdO. Berlin wurde durch den Archivdirektor Heinz Boberach 1966 im Bundesarchiv Koblenz entdeckt. Auf diese Weise wurde eine bislang bekannte andere Version davon als Fälschung entlarvt, bei der an alle Zahlen eine Null angehängt worden war. David Irving, der sich darauf gestützt hatte, räumte seinen Irrtum in einem Leserbrief an die Times am 7. Juli 1966 ein. Eine weitere Lagemeldung vom 3. April 1945 schrieb von 22.096 bis zum 31. März 1945 geborgenen Gefallenen. Bis 1966 fand man bei Bauarbeiten in der Stadt noch weitere 1858 Leichen.
Historiker konnten allerdings die Zahlen der bei den Luftangriffen Getöteten lange Zeit nicht genauer eingrenzen, weil auch andere Zahlen nicht oder nicht genau bekannt waren:
- wie viele Einwohner und welche Siedlungsdichte die Dresdner Innenstadt im Februar 1945 hatte,
- wie viele Dresdner sich damals als Soldaten, KZ-Häftlinge oder Flüchtlinge außerhalb des Stadtgebiets befanden, etwa aus Furcht vor Fliegerangriffen, Raumnot oder Nahrungsknappheit,
- wie viele Flüchtlinge aus dem Osten sich im Februar 1945 in der Innenstadt aufhielten,
- wie viele Menschen bei den Angriffen getötet, aber wegen der Kriegssituation von keinem Angehörigen gemeldet wurden,
- wie viele Getötete nicht aufgefunden oder verschüttet wurden oder vollständig verbrannt sind.

Forschungen der 1970er Jahre dazu begrenzten die Einwohnerzahl auf etwa 700.000, die der damaligen Flüchtlinge im Großraum Dresden auf 200.000, von denen maximal 85.000 in Notunterkünften der Innenstadt Platz finden konnten. Berücksichtigt wurden auch die Kinderlandverschickung seit 1944, ein Zuzugsverbot und die Anweisung, nicht in der Innenstadt zu übernachten. Auf dieser Basis schätzten die meisten Historiker bis 1993 35.000, höchstens 40.000 Dresdner Todesopfer.
1993 wurden im Stadtarchiv Dresden die Akten des Bestattungs- und Marstallamtes, deren Existenz bereits zu DDR-Zeiten bekannt, jedoch nie gesichtet wurden, durch den Stadtarchivar Friedrich Reichert aufgearbeitet. Darin wurden die etwa 22.000 bis zum 17. April 1945 beigesetzten Toten aufgeführt, darin waren schon viele Opfer der Tagesangriffe am 14. und 15. Februar 1945 enthalten. Daher widersprach er bereits 1994 der verbreiteten Annahme, die meisten Toten seien nicht mehr identifizierbar gewesen, und schätzte ein, „die städtischen Archivakten belegen mehrfach schlüssig, daß die Luftangriffe auf Dresden vom 13.–15. Februar 1945 nachweisbar ca. 25.000 Todesopfer forderten.“
Im November 2004 berief Oberbürgermeister Ingolf Roßberg nach Kenntnis dieser Forschungen in eigener Initiative eine Historikerkommission unter der Leitung von Rolf-Dieter Müller. Sie sollte – möglichst – bis zum 800. Stadtjubiläum 2006 eine verlässliche Gesamtzahl der Getöteten ermitteln, um Geschichtsfälschungen zu begegnen.
Diese Kommission arbeitete ebenso unabhängig wie ergebnisoffen und zog außer den bekannten Dokumenten auch bis dahin unberücksichtigte Akten städtischer Ämter, neue archäologische Befunde und Zeitzeugenberichte heran, zu denen sie die Bevölkerung aufrief. Nach vorübergehender Arbeitseinstellung wegen Mittelkürzungen veröffentlichte die Kommission am 17. März 2010 ihren Abschlussbericht.
Neu ausgewertet wurden von ihr Aktenbestände von Stadtbauamt, Marstall- und Bestattungsamt, Ernährungs-, Fürsorge- und Kriegsschädenamt sowie der Oberbauleitung Enttrümmerung. Über Akten der Ausgabestellen für Nahrungsbezugsscheine nach Kriegsende ließ sich die Einwohnerzahl Dresdens nach den Angriffen erstmals genauer bestimmen. Grabungen im Stadtzentrum ergaben seit 1993, dass fast alle kriegszerstörten Keller nach den Angriffen begehbar waren und geräumt wurden. Nur etwa ein Fünftel davon wies feuergerötete Sandsteine auf, die auf Brandtemperaturen wie beim Feuersturm an der Oberfläche hinwiesen. Man fand Überreste von 14 Toten, die wahrscheinlich durch solche Feuer umkamen. Unbezeugte Tote können statistisch nur einen Bruchteil der bis 1945 insgesamt von Standesämtern und Suchdiensten registrierten für tot erklärten und vermissten deutschen Zivilisten ausmachen. Durch elektronische Datensammlung wurden erstmals alle verfügbaren Bergungsnachweise, Unterlagen der Friedhöfe und Standesämter, Akten der Amtsgerichte zu Toterklärungen und weitere erfasst. So konnten sie miteinander und mit den Wohn- und Bergungsorten der Luftkriegstoten verglichen und überprüft werden.
Auf diese Weise ermittelte die Kommission bis November 2009 eine Mindestzahl von 18.000 und eine Höchstzahl von 25.000 durch die Luftangriffe getöteten Menschen. Höhere Totenzahlen seien weder vom historischen Verlauf der Luftangriffe her noch durch Dokumente, Erinnerungen oder Statistiken belegbar. Nach dem Fund von Dokumenten, die 20.100 Tote namentlich und 2600 unbekannte Tote als bestattet nachweisen, korrigierte die Kommission im April 2010 die Mindest-, nicht jedoch die Höchstzahl der Todesopfer, d. h. auf mindestens 22.700 und höchstens 25.000 durch die Luftangriffe auf Dresden im Jahr 1945 getöteten Menschen. Die Stadt Dresden hat die genannten Zahlen offiziell übernommen. Die (Höchst-)Zahl, häufig allerdings mit der Angabe „etwa“ und meist auch unter Ausblendung, dass diese Zahl auch die Toten der Angriffe im März und im April 1945 mit umfasst, findet sich seit den Veröffentlichungen der Historikerkommission in allen seriösen Berichten bzw. Beiträgen und Artikeln wieder.

### Militärische, ethische und rechtliche Bewertungen
Die Luftangriffe auf Dresden gelten in Veröffentlichungen häufig als Beispiel für eine verfehlte Luftkriegsführung der Alliierten, die primär der Zivilbevölkerung gegolten und keine kriegsentscheidende Bedeutung gehabt habe. Bezweifelt wird, dass die Angriffe primär Dresdens militärische Infrastruktur treffen sollten. Dagegen sprächen die Abwurfstellen der Zielmarkierungen, der nächtliche Abwurf von Stabbrandbomben auf die Altstadt und der Umstand, dass Flughafen, Fabriken und Kasernen im Norden der Stadt weniger stark beschädigt wurden. Zudem wird behauptet, Dresden sei etwa wegen des Abzugs der Flak militärisch schutz- und bedeutungslos gewesen.
Dem wird entgegengehalten, dass punktgenaue Bombenabwürfe damals wegen fehlender Zielradartechnik und Wetterabhängigkeit noch erschwert waren. Gerade die schlechte Trefferquote bei Punktzielen war 1943 Anlass zur Verstärkung der Flächenbombardements. Andererseits soll die RAF an der Westfront mit neuer Radarausrüstung zu zielgenaueren Treffern gekommen sein, die den Vormarsch der alliierten Bodentruppen entscheidend begünstigt hätten. Mit dem H2S-Radar stand der RAF und der USAAF seit Januar 1943 ein Zielradar zur Verfügung.
Die alliierte Luftkriegsstrategie war in Großbritannien ethisch und rechtlich von Beginn an umstritten, wurde aber seit der Luftschlacht um England nur selten öffentlich kritisiert. Dass die britischen Städtebombardierungen Völkerrecht brechen, die ethischen Grundlagen der westlichen Zivilisation bedrohen und die Chancen zur künftigen Versöhnung mit den Deutschen zerstören, vertrat im House of Lords ab Februar 1943 vehement und wiederholt der anglikanische Bischof George Bell. Neben ihm opponierten nur noch zwei Abgeordnete der Labour Party im House of Commons gegen das area bombing.
Die Haager Landkriegsordnung von 1907 hatte den Unterzeichnerstaaten, darunter Großbritannien und Deutschland, den Angriff auf zivile Ziele, damit auch auf Innenstädte, verboten. Der Artikel 25 bestimmte: „Es ist untersagt, unverteidigte Städte, Dörfer, Wohnstätten oder Gebäude, mit welchen Mitteln es auch sei, anzugreifen oder zu beschießen.“ Über weitere Ausführungen des für den Landkrieg konzipierten Völkerrechts wurde 1922/23 beraten und explizite Regeln für den Luftkrieg entworfen. Der neue Artikel 22 lautete: „Das Luftbombardement zur Terrorisierung der Zivilbevölkerung und Zerstörung oder Beschädigung von Privateigentum nichtmilitärischen Charakters ist verboten.“ Dieser Entwurf wurde nicht als völkerrechtlicher Vertrag ratifiziert. Die Diskussion um die „Haager Luftkriegsregeln“ nach 1923 hatte aber eine gewisse gewohnheitsrechtliche Bindung bewirkt: International anerkannt war der Ausschluss von Terrorangriffen. Diese Bindung war den USA und Großbritannien im Blick auf Dresden bewusst, da sie stets hervorhoben, sie hätten keine Terrorangriffe beabsichtigt und ausgeführt. Die USAAF und die RAF bezeichneten Dresden 1945 anhand von umfangreichem Material als „legitimes militärisches Ziel“.
Heutige Historiker fragen zum einen, ob das morale bombing zusammen mit dem Abwurf von Millionen von Flugblättern Risse zwischen Volk und Führung erzeugen und die Kampfmoral der Deutschen brechen konnte oder aber eher das Gegenteil erreichte, zum anderen, ob der Luftkrieg in den letzten Kriegsmonaten überhaupt noch primär militärische Zwecke verfolgte.
Gerd R. Ueberschär beschrieb 2001 die Bombardierung Dresdens als Bruch des damaligen Kriegsvölkerrechts. Sie habe keine Schlacht um die Stadt entschieden und auch das Kriegsende nicht beschleunigt. Dabei grenzte er sich von geschichtsrevisionistischen Propagandalügen ab. Jörg Friedrich beschrieb die Bombardierungen vieler deutscher Städte 2002 aus der Sicht der Betroffenen und als schon vor den letzten Kriegsmonaten militärisch sinnlose, beabsichtigte Massenvernichtung. Sein Buch fand Zustimmung auch bei Vertretern der Neuen Rechten und Kritik bei anderen Historikern. Frederick Taylor belegte 2004 erneut die kriegswirtschaftliche Bedeutung der Industrie Dresdens, die Pläne der Deutschen an der Ostfront und Absprachen der Alliierten mit den Sowjets. Er stellte fest, dass die Deutschen den Luftkrieg eröffnet und rücksichtslos geführt hatten, so dass den Briten damals nur noch die Bomber als Offensivwaffe blieben. Er sprach den Angriffen damit eine militärische Rationalität zu, schloss aber nicht aus, dass sie auch Kriegsverbrechen gewesen sein könnten.
Der Ethiker Thomas A. Cavanaugh nannte die Angriffe 2006 mit Bezug auf das Prinzip der Doppelwirkung als Beispiel für ein illegitimes „Terrorbombardement“, bei dem das Töten von Zivilisten unmittelbares Ziel und kein unbeabsichtigter Nebeneffekt gewesen sei. Der britische Philosoph A. C. Grayling beurteilte das area bombing der Royal Air Force 2006 als militärstrategisch sinnlos und rechtlich wie ethisch als Kriegsverbrechen. Geschichtsrevisionistischen Missbrauch dieser Beurteilung schloss er aus: „Selbst wenn die alliierte Bomberoffensive teilweise oder völlig moralisch verwerflich gewesen sein sollte, reicht dieses Unrecht auch nicht annähernd an die moralische Ungeheuerlichkeit des Holocaust heran.“
Ob 1945 eine Strafverfolgung der Verantwortlichen für den Luftkrieg möglich gewesen wäre, wird wegen der damals fehlenden übernationalen Rechtsinstanz bezweifelt. Nach dem seit 1977 auch von Großbritannien und Deutschland ratifizierten Zusatzprotokoll zur Genfer Konvention ist eine flächendeckende Städtebombardierung verboten. Jedoch ist dieses Verbot juristisch nicht rückwirkend anwendbar.

## Begehen der Jahrestage

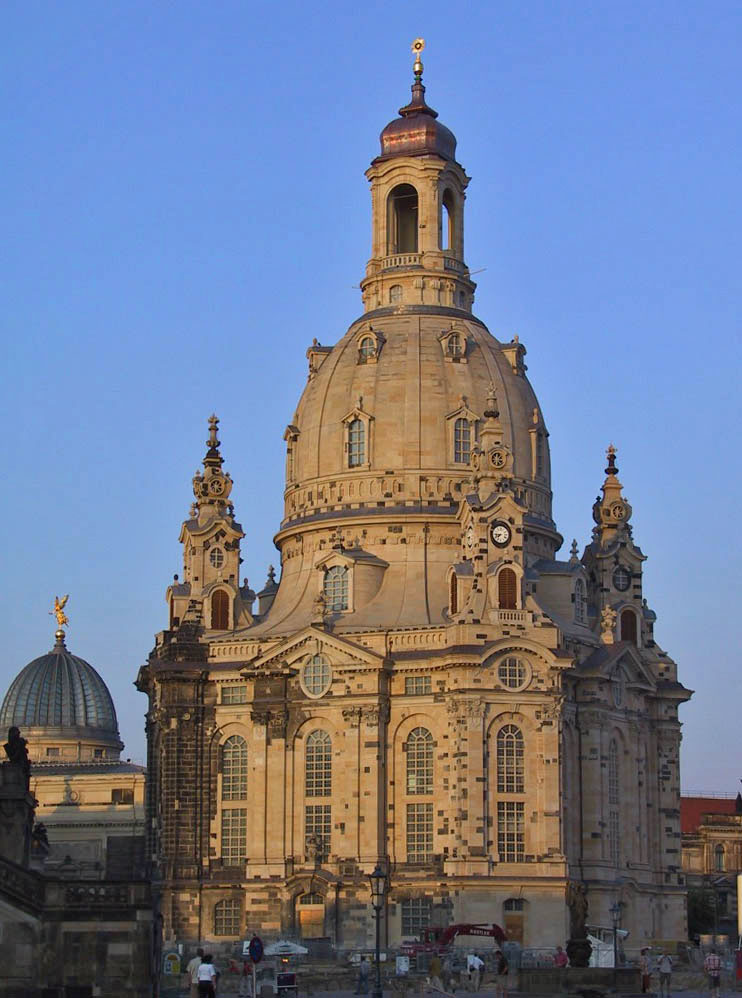
Die wieder aufgebaute Dresdner Frauenkirche

### 1945 bis 1949
Beginnend ab Juni 1945 stand vor allem die (zutreffende) Argumentation, dass die Zerstörung Dresdens eine direkte Folge des von den „deutschen Faschisten“ entfesselten Krieges sei, im Mittelpunkt. Im Herbst und Winter sind Aktivitäten nachweisbar, die diese Argumentationslinie, die aus Sicht der KPD logisch war, untermauerten. Folgerichtig wurde von der Stadtverwaltung bei der sowjetischen Militäradministration um Genehmigung nachgesucht, am ersten Jahrestag der Zerstörung Dresdens „Großkundgebungen“ abhalten zu dürfen. Die Propagandaabteilung genehmigte diese unter der Auflage, dass keine „Tendenzen gegen die Alliierten“ geäußert werden dürfen und auch alles vermieden wird, was den 13. Februar als Trauertag erscheinen lasse. Nach Absprachen im Januar 1946 warb ab dem 9. Februar 1946 die Sächsische Volkszeitung für insgesamt 29 Großversammlungen, die jeweils zwei Redner und kulturelle Umrahmungen vorsahen und an deren Ende jeweils die Verabschiedung einer Resolution stand, in denen die härteste Bestrafung der „Naziverbrecher“ in Nürnberg gefordert wurde. In den Mittelpunkt wurde allerdings der „Neuaufbau Dresdens“ gestellt, und trotz der Auflagen kam es auch zum Gedenken als „Wiederkehr des Todestages“.
Am ersten Jahrestag wurden in den Gottesdiensten der evangelischen Kirchen an die Zerstörung Dresdens gedacht, in den katholischen stand das Gedenken an die Menschen im Mittelpunkt, die im Jahr vorher umgekommen waren, sie wählten dafür die Form der Missa pro defunctis. Für die Dresdner katholischen Christen begann erstmals das seit dem 18. Jahrhundert und ursprünglich nur in der Hauskapelle des Josephinenstiftes abgehaltene 40-stündige Bußgebet, das sonst traditionell am Nachmittag des Faschingsdienstags endete, an diesem Tag und erstreckte sich bis zum Faschingsdienstag 1946, dem 5. März.

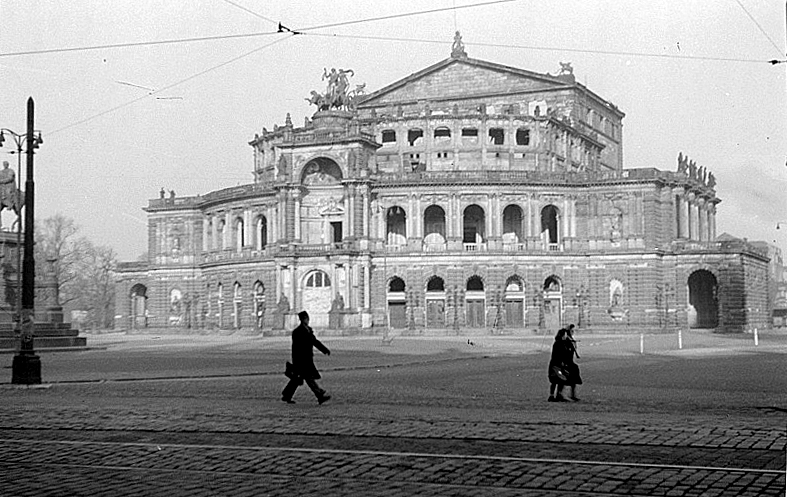
Die Semperoper 1945.

Um 21:45 Uhr läuteten am 13. Februar 1946 erstmals die Glocken aller Dresdner Kirchen und der des Umlandes für eine Viertelstunde lang. Das soll in etwa den Zeitpunkt markieren, zu dem im Vorjahr die ersten Bomben auf Dresden fielen, und ist als Klage, Warnung und Hoffnung bis heute der Fixpunkt in den Jahrestagen des Gedenkens an die Zerstörung.
Während in den Kirchen das Gedenken nach 1946 relativ konstant blieb (Gedenkgottesdienste, Requiem und Bußgebet) und neben Trauer zumindest liturgisch und theologisch Schuld und Sühne beinhalteten, wandelte sich das „offizielle“ Gedenken bereits im Februar 1947: Öffentliche Veranstaltungen fanden nicht statt, die Sächsische Volkszeitung brachte nur ein Foto mit einer knappen Schlagzeile. Neutzner wertet dies, dass schon 1947 der 13. Februar in der Rangfolge der propagandistisch nutzbaren Gedenktage verdrängt worden sei: Die deutschen Verursacher wurden nicht mehr erwähnt.
1948 deutete die SED-Propaganda erstmals eine Verschiebung der Akzente an: In einem Beitrag vom 13. Februar 1948 in der Sächsischen Volkszeitung werden erstmals die Metaphern sowohl der „unschuldigen Stadt“, wie auch die des „nahenden Kriegsendes“ bedient, wobei der Mythos der „unschuldigen Stadt“ ebenso der NS-Propaganda entstammt, wie der hier erstmals nach 1945 in einer Dresdner Veröffentlichung nachweisbare Begriff des „anglo-amerikanischen Bombenangriffs“, den ebenfalls die NS-Propaganda erfunden hatte. Diese Propagandarichtung fand ihren ersten Höhepunkt 1949, nicht zuletzt auf dem Hintergrund des Bruchs zwischen den Alliierten einerseits und der Währungsreform 1948 andererseits, als wieder Großveranstaltungen organisiert wurden, die nunmehr ausschließlich an die „Zerstörung der Stadt durch die anglo-amerikanische Luftwaffe“ erinnerten.

### 1950 bis 1970
Bereits 1949 hatte Kurt Liebermann als damaliger Kreisvorsitzender der SED in seiner Hauptrede zwar das deutsche Volk selbst als Schuldiger benannt, jedoch gleichzeitig in seiner Argumentationskette ausgeführt, dass mit einem Bekenntnis zur Politik der SED die Dresdner selbst zu denen gehören würden, „die den Krieg verabscheuen“, wobei es letztlich den westlichen Alliierten lediglich um Zerstörungen in der künftigen sowjetischen Besatzungszone und um die Verhinderung des demokratischen Neuaufbaus gegangen sei. Der damalige Dresdner Oberbürgermeister Walter Weidauer wiederum machte „neue Kriegshetzer“ aus, die möglichst bald einen neuen Krieg entfachen wollten. Mit diesem Hintergrund und dem Druck, der neu gegründeten DDR eine möglichst breite Legitimation und Akzeptanz zu verschaffen, bot sich das Thema „Frieden“ an. Vor diesem Hintergrund wurde im Januar 1950 beschlossen, den fünften Jahrestag der Zerstörung Dresdens landesweit für eine Propagandakampagne zu nutzen. Dazu wurden in Städten, Dörfern und Betrieben „Friedenskundgebungen“ durchgeführt. Die für die Dresdner zentrale Kundgebung, die auf dem Karl-Marx-Platz stattfand und an der mehr als 100.000 Menschen teilnahmen, die zu ihr von vorbereiteten Standplätzen marschierten, stellten vorbereitete Losungen die „amerikanischen Kriegshetzer“ heraus und ein zentraler Leitartikel im Neuen Deutschland schließt: „… und die bestialische Ermordung eines großen Teils seiner Einwohner, das sind die Visitenkarten der profithungrigen, blutrünstigen anglo-amerikanischen Imperialisten.“ Das private und kirchliche Gedenken sollte damit in den Hintergrund gedrängt werden.
Die Luftangriffe auf Dresden wurden nun als militärstrategisch wirkungs- und bedeutungslose, barbarische und kulturfeindliche Bombardements den Westalliierten angelastet. DDR-Politiker werteten nunmehr sogar, dass „anglo-amerikanischen Luftgangster“ Dresden bewusst zerstört hätten, um die Stadt nicht in sowjetische Hände fallen zu lassen. Der Vorsitzende der NDPD, Lothar Bolz, bewertete 1953 die Zerstörung Dresdens als Beleg „für die enge Verwandtschaft der amerikanischen Rüstungsmilliardäre mit dem Nationalsozialismus, ihre Verwandtschaft im barbarischen Denken wie im barbarischen Handeln. Die Ruinen unserer Städte und die Leichen, die unter ihnen begraben sind, verdanken wir Amerika und England…“
Zudem behauptete der vormalige sächsische Ministerpräsident Max Seydewitz seit 1955 in seinem Dresdenbuch Die unbesiegte Stadt, die deutschamerikanischen Besitzer der Villa San Remo in Dresden, Charles und John H. Noble, hätten die alliierten Luftflotten mit einem Sender nach Dresden gelotst.

Die Großkundgebung vom 13. Februar 1970 sollte auf über ein Jahrzehnt die letzte bleiben.

### 1970 bis 1982
Parallel zur Abwendung der SED-Strategie wurde auch ein zunehmendes Desinteresse an einem gemeinsamen Erinnern offenbar.

### 1982 bis 1990
Ein unabhängiges Gedenken begannen kirchliche Friedensgruppen in der DDR. Zum 13. Februar 1982 riefen Dresdner Christen angesichts zunehmender Militarisierung des DDR-Alltags erstmals mit illegalen Flugblättern zum stillen Gedenken gegen den Krieg an den Trümmern der Frauenkirche auf. 5000 junge Menschen versammelten sich in Dresdens Kreuzkirche zu einem Friedensforum. Dieser Aufruf führte zu schweigenden Zusammenkünften von DDR-Bürgerrechtlern an jedem 13. Februar in den 1980er Jahren an der Ruine. Staatliche Versuche, diese Treffen zu verhindern, hatten kaum Erfolg.
Zum 40. Jahrestag der Luftangriffe 1985 gab es erstmals wieder zentrale Staatsfeierlichkeiten in der Innenstadt. Die Ruine der Frauenkirche blieb dagegen Ort gesellschaftskritischer Proteste. Beide Seiten berücksichtigten die deutsche Kriegsschuld, deutsche Terrorangriffe und den Holocaust als Angriffsursachen sowie deren eventuelle militärische Notwendigkeit nur unzureichend. Erst seit der politischen Wende in der DDR 1989 setzten sich die Stadtvertreter vor allem während der Jahrestage der Luftangriffe intensiver mit deren Vorgeschichte auseinander.

### Seit 1991

#### Partnerschaften
Unmittelbar nach dem Kriegsende nahm die anglikanische Gemeinde der britischen Stadt Coventry, deren St Michael’s Cathedral im November 1940 deutsche Luftangriffe vollständig zerstört hatten, Kontakt mit Dresdner Kirchengemeinden auf. 1956 begann die Partnerschaft zwischen beiden Städten. 2002 trafen Gäste aus Coventry mit Dresdner Partnern zusammen, um unter dem Motto „Brücken bauen – Versöhnung leben“ ein Zeichen gegen Krieg und Hass zu setzen.
Die Begegnung fand an der Baustelle der Dresdner Frauenkirche statt, deren Wiederaufbau 1990 begonnen hatte. Sie ist inzwischen mit Hilfe von intensiven Spendensammlungen vor allem britischer und deutscher Fördervereine vollständig wiedererbaut und zum Mittelpunkt der Versöhnungsarbeit geworden. Das „Cross of Nails“ (Nagelkreuz von Coventry), bestehend aus drei mittelalterlichen Zimmermannsnägeln der am 14. November 1940 zerstörten alten Kathedrale von Coventry, wurde seither zum berühmten Symbol einer internationalen Gemeinschaft, die heute in weltweit 160 von Bombardierungen betroffenen Gemeinden existiert, davon 52 in Deutschland. Seit dem 13. Februar 2005 gehört die Frauenkirche Dresden dazu.

#### Rechtsextremisten seit 1991

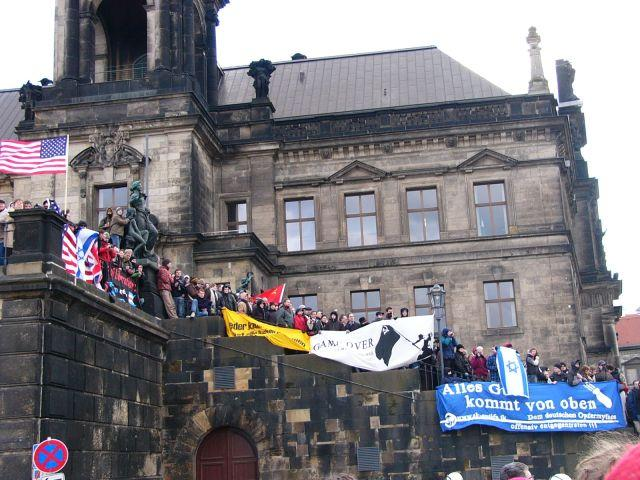
Gegenproteste mit Nationalfahnen der alliierten Siegermächte sowie Israels

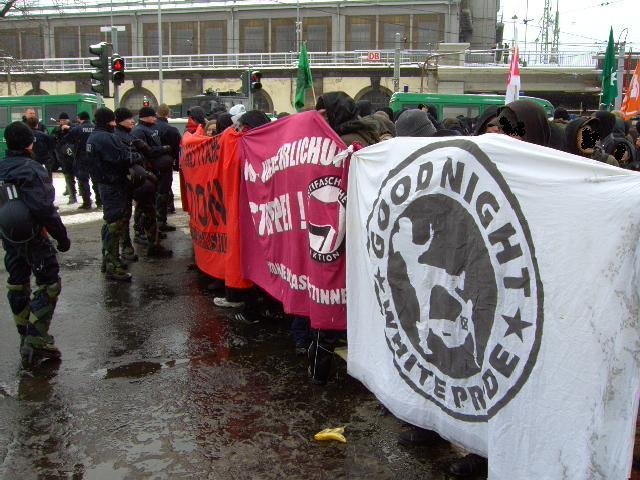
Blockade des Neonazi-Aufmarschs in Dresden 2010

Am 13. Februar 1990 stellte der britische Holocaustleugner David Irving die Luftangriffe vor etwa 500 zustimmenden Zuhörern in Dresden als Völkermord der Alliierten und den Holocaust als ihre Erfindung dar. Damit gab er Neonazis in der DDR Auftrieb.
Ab 1998 benutzten immer mehr Rechtsextremisten das jährliche Gedenken für ihre Propaganda. 1998 versuchten 30 bis 40 junge Neonazis zur Frauenkirche zu gelangen, wurden dabei von der Polizei eingekesselt und sangen Protestlieder. Im Jahr darauf waren es etwa 200 Rechtsextremisten, die sich unter die trauernden Dresdner Bürger mischten und ihrerseits zahlreiche mit deutschnationalen Farben und Symbolen geschmückte Kränze an den Bauzäunen der im Wiederaufbau befindlichen Frauenkirche niederlegten.
Im Jahr 2000 organisierte erstmals die rechtsextreme Junge Landsmannschaft Ostpreußen (JLO) einen eigenen nächtlichen „Trauermarsch“ unter dem Motto „Ehre den Opfern des Bombenterrors“, an dem etwa 500 Personen teilnahmen, darunter bekannte Rechtsextremisten wie Franz Schönhuber, Horst Mahler und Gert Sudholt. Von 2001 bis 2004 stieg die Teilnehmerzahl dieser Veranstaltung von 750 auf etwa 2100 an. Im Jahr 2005 lagen Organisation und Anmeldung dieses Gedenkmarsches in den Händen der NPD, die dabei eine „rechte Volksfront“ zur Schau stellte. Nachdem Ministerpräsident Georg Milbradt (CDU) die ihm für 2005 angetragene Schirmherrschaft abgelehnt hatte, übernahm Holger Apfel (NPD) diese. Am 13. Februar 2005 demonstrierten etwa 6500 Rechtsextremisten in einem mehrstündigen Marsch durch die Dresdner Innenstadt. Das war der bis dahin größte Neonazi-Aufmarsch in Europa.
Diese jährlichen Märsche gehörten seither zu den größten regelmäßigen bundesweiten Veranstaltungen von Rechtsextremisten. Sie dienten der Machtdemonstration und Vernetzung von Angehörigen und Anhängern aller deutschen rechtsextremen Parteien, neonazistischer Freier Kameradschaften, einiger Vertriebenenverbände sowie ausländischen rechten Personen und Organisationen.
Das dabei benutzte Propagandaschlagwort „Bombenholocaust“ löst die Angriffe aus ihrem historischen Kontext, setzt sie mit dem Holocaust gleich, klagt die Westalliierten als Kriegsverbrecher an, behauptet ihre besondere Grausamkeit und lastet ihnen die eigentliche Kriegsschuld an. Damit bestreiten Rechtsextremisten die ursächlichen Verbrechen des nationalsozialistischen Deutschlands und betreiben eine Täter-Opfer-Umkehr.
Am 13. Februar 2007 nahmen etwa 1.500 Personen am „Trauermarsch“ teil, zu dem JLO, NPD und regionale rechtsextreme Gruppen aufgerufen hatten. Eine zudem geplante „Aktionswoche“ sollte deutsche Kriegsverbrechen vergessen machen. 2010 konnten etwa 5000 Neonazis, 3000 weniger als erwartet, ihren Marsch nicht durchführen und mussten sich auf eine Standkundgebung vor dem Bahnhof Dresden-Neustadt beschränken: Zum Teil geduldete, zum Teil gewaltsam geräumte Blockaden tausender Gegendemonstranten bewirkten, dass die Polizei den Marsch auf keiner möglichen Route absichern konnte und ihn darum untersagte und unterband. Auch 2011 wurde der geplante Aufmarsch von Neonazis durch diverse Blockaden in der Stadt verhindert. Im Stadtteil Löbtau griff eine Gruppe von etwa 200 Rechtsextremen ein alternatives Wohnprojekt unter den Augen der Polizei an. Die Speicherung von Handydaten tausender Gegendemonstranten stieß auf starke Kritik in Politik und Medien. 2012 zog die JLO sich aus der Organisation des Marsches zurück; die NPD mobilisierte kaum dafür. Etwa 13.000 Gegendemonstranten erreichten, dass die etwa 1000 angereisten Rechtsextremisten nur auf einer verkürzten Route demonstrieren konnten.
In seiner „Dresdner Rede“ im Ballhaus Watzke am 17. Januar 2017 bezeichnete der AfD-Politiker Björn Höcke die Luftangriffe als „Kriegsverbrechen […] vergleichbar mit den Atombombenabwürfen über Hiroshima und Nagasaki“. Mit der Bombardierung deutscher Städte habe man „nichts Anderes als uns unsere kollektive Identität rauben“ wollen. Weiter behauptete er, man habe „uns mit Stumpf und Stiel vernichten“ und „unsere Wurzeln roden“ wollen. Laut Höcke habe man das „zusammen mit der dann nach 1945 begonnenen systematischen Umerziehung […] auch fast geschafft“. Der Literaturwissenschaftler Heinrich Detering schrieb dazu, Höckes Rede ersetze „die Erinnerung an den Vernichtungskrieg der Wehrmacht gegen Russen und Polen durch die Behauptung eines Vernichtungskriegs der Alliierten und das Gedenken des Holocaust durch die Unterstellung eines geplanten Völkermords an den Deutschen“, zu dessen „politischer Fortsetzung […] in der Argumentation der Rede auch die Etablierung des Berliner Denkmals“ für die ermordeten Juden Europas gehöre.
Der AfD-Parteivorsitzende Tino Chrupalla behauptete im Februar 2020, die von Historikern ermittelte Zahl von 22.700 bis 25.000 Toten der Bombenangriffe sei zu niedrig; er gehe „von etwa 100.000 Opfern aus“. Dabei berief er sich auf Verwandte und Zeitzeugen. Der Historiker Sven Felix Kellerhoff kritisierte, Chrupalla orientiere sich „an rechtsextremen Geschichtsfälschern wie David Irving oder der NPD“.
Im Februar 2020 stellten bei einer rechtsextremen Kundgebung in Dresden, die ein Dresdner NPD-Funktionär angemeldet hatte, Redner aus Ungarn, Bulgarien und Großbritannien die deutsche Kriegsschuld in Frage und zweifelten die von der Historikerkommission ermittelte Opferzahl der Bombenangriffe an. Unter den Teilnehmern war auch die frühere Pegida-Pressesprecherin Kathrin Oertel. Sowohl sie als auch ihre männliche Begleitung trugen abwechselnd ein Schild mit der Aufschrift Alliierte Befreiung = Holocaust am deutschen Volk. Die Polizei bestätigte den Anfangsverdacht einer Straftat. Tausende Gegendemonstranten machten gegen den Aufmarsch mobil.
Die neonazistische Partei Der III. Weg inszeniert unter dem Motto „Ein Licht für Dresden“ jährlich am ersten Samstag nach dem 13. Februar in Städten, die im Krieg stark zerstört wurden, Aktionen zum Gedenken an die Opfer der Luftangriffe auf Dresden. Im Rahmen eines „Fackellaufs“ wurde 2021 von Parteiangehörigen eine Petroleumlaterne an den Austragungsort des „Gedenktages“ in Dresden getragen. 2021 nahmen an dieser Veranstaltung, die von verschiedenen Akteuren des rechtsextremistischen Spektrums organisiert worden war, in der Nähe des Dresdner Hauptbahnhofs rund 700 Personen teil. Bei der Kundgebung im Februar 2022 waren auch Mitglieder der im November 2021 gegründeten neonazistischen Neue Stärke Partei anwesend. 2023 fungierte eine Einzelperson und nicht wie früher die „Junge Landsmannschaft Ostpreußen“ als Anmelder. Bei dem „Gedenkmarsch“ wurden etwa 400 Rechtsextreme gezählt. 2024 waren es schätzungsweise bis zu 1000 Teilnehmer, 2025 kamen nach Polizeiangaben rund 2000 Rechtsextremisten zum sogenannten „Trauermarsch“, die Veranstalter sprachen von 3500 Teilnehmenden. Das dagegen protestierende Bündnis Wiedersetzen gab eine Teilnehmerzahl von 4000 Gegendemonstranten an.

#### Stadtreaktionen seit 1991
Der Dresdner Stadtrat, Vereine, Kirchen, Parteien, Gewerkschaften, Verbände und Partnergemeinden riefen zu den letzten Jahrestagen zum gemeinsamen Gedenken an die Angriffe und an alle Opfer von Krieg und Gewaltherrschaft auf. Die deutsche Kriegsschuld könne nicht mit Kriegsverbrechen anderer aufgewogen, in keiner Weise angezweifelt oder relativiert werden. Versöhnung sei die einzige Option für eine friedliche Zukunft. Alle Dresdner seien eingeladen, sich zu beteiligen. So reihen städtische Plakate seit dem 60. Jahrestag der Angriffe am 13. Februar 2005 Dresden in eine Liste anderer durch Bombenangriffe (auch von Deutschen) zerstörter Städte wie Guernica, Warschau, Coventry und Leningrad ein.
Die Stadtverwaltung erließ in manchen Jahren ein Versammlungsverbot für den 13. Februar in der Innenstadt, um Zusammenstöße von Rechtsextremisten und Gegendemonstranten zu verhindern. Antifa-Gruppen warfen ihr wiederholt vor, dem jährlichen Neonaziaufmarsch einen reibungslosen Ablauf zu ermöglichen und aktiven Gegenprotest anders als andere Städte auch mit rechtsstaatlich umstrittenen Mitteln zu unterbinden. 2010 hob ein Verwaltungsgericht ein städtisches Durchzugsverbot für Rechtsextreme durch die Innenstadt auf. 2011 hob der Verfassungsgerichtshof des Freistaates Sachsen ein 2010 beschlossenes sächsisches Versammlungsgesetz, das Demonstrationsverbote an bestimmten Brennpunkten in Dresden erleichtern sollte, als verfassungswidrig auf.
2007 nahmen etwa 4000 Personen an einer Gegendemonstration unter dem Motto „Geh Denken“ teil. 2009 protestierten über 10.000 Menschen gegen den jährlichen Neonazi-Aufmarsch. 2010 bildeten etwa 10.000 Dresdner eine Menschenkette um die Altstadt, um diese symbolisch von Neonazis abzuschirmen. Die damalige Oberbürgermeisterin Helma Orosz (CDU) erinnerte daran, „wer diesen verdammten Krieg losgetreten hatte“, und rief dazu auf, Dresden „zu einer Festung gegen Intoleranz und Dummheit“ zu machen, um sich rechtsextremem Missbrauch des Gedenkens entgegenzustellen. Seit 2009 organisiert die Arbeitsgruppe 13. Februar die jährliche Menschenkette. Die AG untersteht direkt Dresdens Oberbürgermeister und repräsentiert ein breites zivilgesellschaftliches Bündnis von Kirchen, der Jüdischen Gemeinde, Kommunalpolitik, Wirtschaft, Wissenschaft, Forschung, Sport, Kultur und Stadtverwaltung. Zudem wurde 2010 der Dresden-Preis gestiftet, der jährlich am 13. Februar vergeben wird. Im gleichen Jahr wurde auf dem Heidefriedhof die Skulptur Trauerndes Mädchen am Tränenmeer von Małgorzata Chodakowska zur Erinnerung an die Opfer des 13. Februar 1945 enthüllt.
Am 13. Februar 2011 beteiligten sich etwa 17.000 Bürger weitgehend störungsfrei an den städtischen Gedenkveranstaltungen. Die Polizei speicherte am 18. und 19. Februar 2011 rechtswidrig eine Million Handy-Verbindungsdaten zur Erfassung von Teilnehmern der Anti-Nazi-Demonstration und fragte die Datensätze von insgesamt 54.782 Personen ab.
Seit 2016 verzichtet die Stadt Dresden auf eine Gedenkveranstaltung auf dem Heidefriedhof oder einer anderen Begräbnisstätte für die Dresdner Bombenopfer.

## Filme
- Dresden. Kurzdokumentarfilm, Defa Sachsen 1946, Regie: Richard Groschopp[170]
- Dziś w nocy umrze miasto („Heute Nacht stirbt die Stadt“), Kinofilm, Polen 1961, Regisseur: Jan Rybkowski, Länge: 84 Minuten
- Der Feuersturm von Dresden. History Films (Allersberg), Regisseur: Karlheinz J. Geiger, 1990/2004, Länge: 90 Minuten
- Dresden 1945 – Fall und Aufstieg einer Stadt. Ufa-Video, 1995, Regisseure: Carl-Ludwig Paeschke, Dieter Zimmer. Länge: 64 Minuten
- Robert Garofalo: Zeitgeschichte – Luftangriff auf Dresden. Deutsche Städte in Flammen. Classic Pictures Film, 1997/2003, Länge: 53 Minuten
- Das Drama von Dresden. ZDF-Dokumentation, 2005, Autor/Regisseur: Sebastian Dehnhardt, Länge: 90 Minuten
- „Dresden“: Zweiteiliger Fernsehfilm für das ZDF, Regie: Roland Suso Richter, Buch/Autor: Stefan Kolditz. Gesendet am 5. und 6. März 2006, jeweils 20:15 Uhr, Gesamtlänge: 177 Minuten
- Die Wahrheit über Dresden. Dokumentarfilm, Deutschland 2015, Produktion: ZDF, Reihe: ZDF-History, Länge: 45 Minuten
- Mythos Dresden – Der lange Schatten einer Bombennacht. Dokumentarfilm, Deutschland 2015, Autor/Regisseur: André Meier, Produktion: Doc.station Medienproduktion im Auftrag des MDR, Länge: 45 Minuten[171][172]